# 아마존 (기업)
아마존(영어: Amazon.com Inc.)은 전자 상거래, 클라우드 컴퓨팅, 온라인 광고, 디지털 스트리밍, 인공지능에 종사하는 미국의 다국적 기술 기업이다. 제프 베이조스가 1994년 벨뷰 (워싱턴주)에서 설립했으며, 원래는 온라인 서점으로 시작했지만 점차 제품군을 확장하여 "모든 상점(The Everything Store)"이라고 불리는 다양한 제품 카테고리를 포함하게 되었다. 오늘날 아마존은 미국의 빅 파이브 기술 기업 중 하나로 간주되며, 나머지 네 곳은 알파벳, 애플, 메타, 그리고 마이크로소프트이다.
이 회사는 클라우드 컴퓨팅을 제공하는 아마존 웹 서비스, 무인 자동차 부문인 Zoox, 위성 인터넷 제공업체인 Kuiper Systems, 컴퓨터 하드웨어 연구개발 제공업체인 아마존 랩126을 포함한 여러 자회사를 두고 있다. 다른 자회사로는 링, 트위치, IMDb, 홀 푸드 마켓이 있다. 2017년 8월 홀 푸드를 134억 달러에 인수하면서 오프라인 소매업체로서의 시장 점유율과 입지를 크게 확대했다. 아마존은 또한 프라임 비디오, MGM+, 아마존 뮤직, 트위치, 오더블 및 Wondery 유닛을 통해 다양한 다운로드 및 스트리밍 콘텐츠를 배포한다. 아마존은 출판 부문인 Amazon Publishing을 통해 도서를 출판하고, 2022년 3월 인수한 메트로 골드윈 메이어 스튜디오를 포함한 아마존 MGM 스튜디오를 통해 영화 및 텔레비전 콘텐츠를 제작 및 배포하며, Brilliance Audio와 오더블을 소유하여 각각 오디오북을 제작 및 배포한다. 아마존은 또한 소비자 가전제품을 생산하는데, 가장 주목할 만한 제품으로는 킨들 전자책 단말기, 에코 기기, 파이어 태블릿, 파이어 TV 등이 있다.
아마존은 기술 혁신과 자본 지출에 대한 공격적인 이윤 재투자를 통해 산업을 파괴하는 기업으로 명성을 얻고 있다. 2023년 기준, 아마존은 세계 최대의 온라인 소매업체이자 마켓플레이스, 스마트 스피커 제공업체, AWS를 통한 클라우드 컴퓨팅 서비스, 트위치를 통한 라이브스트리밍 서비스, 그리고 수익 및 시장 점유율로 측정되는 인터넷 기업이다. 2021년에는 유료 구독 서비스인 아마존 프라임 (전 세계 2억 명의 가입자 보유) 덕분에 중국을 제외한 세계 최대 소매업체로서 월마트를 추월했다. 미국에서는 두 번째로 큰 민간 고용주이며, 2024년 현재 세계 및 미국에서 월마트에 이어 두 번째로 큰 기업이다. 2024년 10월 현재 아마존은 세계에서 12번째로 많이 방문하는 웹사이트이며, 트래픽의 84%는 미국에서 발생한다. 아마존은 2022년 연구개발 지출이 730억 미국 달러에 달하여 연구개발 지출 분야의 글로벌 리더이기도 하다. 아마존은 감시 파트너십, 열악한 근로 조건, 반노조 노력, 환경 피해, 반경쟁적 행위, 검열 논란, 중소기업 및 공급업체에 대한 착취적 대우 등 사업 관행으로 비판을 받아왔다.

## 역사

### 1994년–2009년

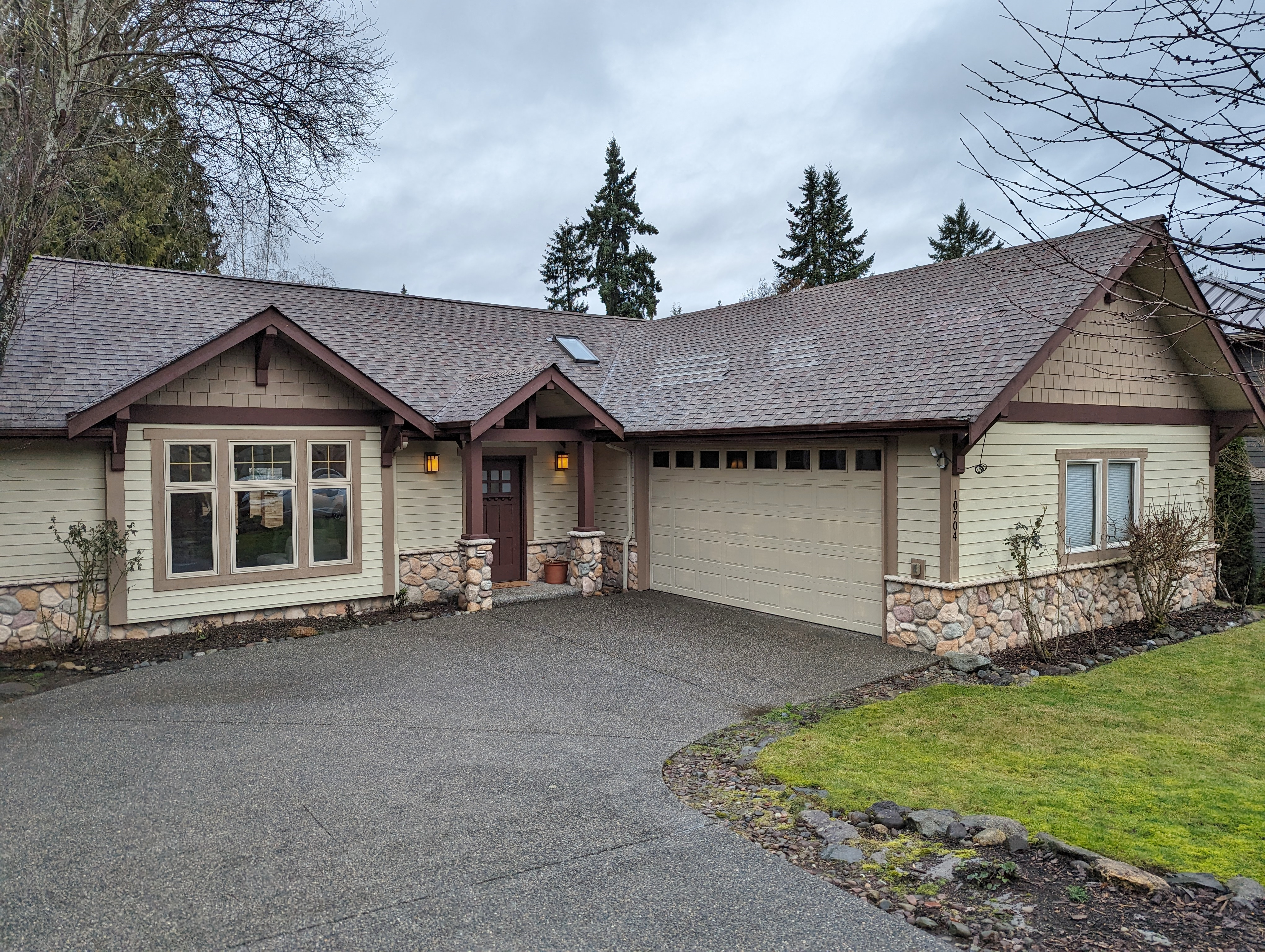
1994년 회사가 설립된 벨뷰 (워싱턴주)에 있는 제프 베이조스의 집

아마존은 제프 베이조스가 뉴욕에서 시애틀 근처의 벨뷰 (워싱턴주)로 이주하여 온라인 서점을 운영하기 위해 1994년 7월 5일에 설립했다. 베이조스는 마이크로소프트와 워싱턴 대학교에서 기술 인재가 풍부하고, 판매세 목적으로 인구가 적으며, 로즈버그 (오리건주)에 주요 도서 유통 창고가 가까이 있다는 이유로 시애틀 지역을 선택했다. 베이조스는 또한 포틀랜드 (오리건주)와 볼더 (콜로라도주)를 포함한 몇 가지 다른 옵션도 고려했다. 원래 Cadabra라는 이름의 회사는 베이조스 집의 개조된 차고에서 상징적인 이유로 설립되었으며, 1994년 11월에 아마존으로 이름이 변경되었다. 아마존 웹사이트는 1995년 7월 16일에 대중에게 판매를 시작했으며, 초기에는 도매상과 출판사로부터 직접 책을 공급받았다.
아마존은 1997년 5월에 공개 기업이 되었다. 1998년에 음악과 비디오를 판매하기 시작했으며, 영국과 독일의 온라인 서점 판매자를 인수하여 국제 사업을 시작했다. 다음 해에는 음악, 비디오 게임, 소비자 가전제품, 주택 개량 용품, 소프트웨어, 게임, 장난감 등 다양한 제품을 판매하기 시작했다.
2002년에는 아마존 웹 서비스(AWS)를 출시했는데, 이는 처음에는 웹 개발자들이 아마존의 전자상거래 플랫폼 위에 웹 애플리케이션을 구축할 수 있도록 API를 제공하는 데 중점을 두었다. 2004년에는 AWS가 알렉사 웹 정보 서비스의 웹사이트 인기 통계 및 웹 크롤러 데이터를 제공하도록 확장되었다. AWS는 나중에 2006년 Simple Storage Service (S3)와 2008년 Elastic Compute Cloud (EC2)를 통해 기업 서비스를 제공하는 방향으로 전환하여 기업들이 아마존으로부터 데이터 저장 및 컴퓨팅 파워를 임대할 수 있도록 했다. 2006년 아마존은 또한 Fulfillment by Amazon 프로그램을 시작하여 개인 및 소규모 기업("제3자 판매자"라고 불림)이 아마존의 창고 및 주문 처리 인프라를 통해 제품을 판매할 수 있도록 했다.

### 2010년–현재
아마존은 2017년에 홀 푸드 마켓 슈퍼마켓 체인을 인수했다. 2017년 순매출 약 1,780억 미국 달러를 기록하며 미국에서 선두적인 전자 소매업체이다. 전 세계적으로 3억 개 이상의 활성 고객 계정을 보유하고 있다.
아마존은 코로나19 범유행 기간 동안 크게 성장하여 미국과 캐나다에서 10만 명 이상의 직원을 고용했다. 미국, 프랑스, 이탈리아의 일부 아마존 직원들은 창고에서 코로나19가 쉽게 확산될 수 있음에도 불구하고 회사가 "정상 근무"를 결정한 것에 대해 항의했다. 스페인에서는 회사의 정책에 대해 법적 불만이 제기되었고, 미국의 상원의원들은 작업장 안전에 대한 우려를 표명하는 공개 서한을 베이조스에게 보냈다.
2021년 2월 2일, 베이조스는 아마존 이사회 회장이 되기 위해 CEO 자리에서 물러난다고 발표했다. 공식적인 전환은 2021년 7월 5일에 이루어졌으며, 전 AWS CEO인 앤디 재시가 그의 뒤를 이어 CEO가 되었다. 2023년 1월, 아마존은 비용 절감을 위해 주로 소비자 소매 및 인사 부문에서 18,000개 이상의 일자리를 감축했다.
2023년 11월 8일, 제프 베이조스가 다음 해에 약 5천만 주의 회사 주식을 매각하는 계획(전체 판매 계획의 마감일은 2025년 1월 31일)이 채택되었다. 첫 단계는 약 20억 달러 상당의 1200만 주 매각이었다.
2024년 2월 26일, 아마존은 다우 존스 산업평균지수의 구성 종목이 되었다.
2024년 12월 19일, 국제운전사형제단 노동조합이 주도하는 아마존 노동자들이 최소 4개 미국 주에서 아마존을 상대로 파업에 돌입했으며, 미국 내 다른 시설의 노동자들도 파업에 동참할 것이라고 밝혔다.
2025년 4월 2일, 아마존이 2025년 4월 5일 토요일부터 시행될 미국 내 금지 조치에서 틱톡 플랫폼을 구하기 위해 인수를 제안했다는 보도가 여러 언론 매체를 통해 나왔다. 인수가액은 아직 발표되지 않았다.

## 제품 및 서비스

### Amazon.com
아마존닷컴은 미디어 (책, 영화, 음악, 소프트웨어), 의류, 유아용품, 소비자 가전제품, 미용 제품, 고급 식품, 식료품, 건강 및 개인 위생용품, 산업 및 과학 용품, 주방용품, 보석, 시계, 잔디 및 정원 용품, 악기, 스포츠 장비, 도구, 자동차 용품, 장난감 및 게임, 농업 용품 및 컨설팅 서비스를 판매하는 전자상거래 플랫폼이다. 아마존 웹사이트는 국가별로 다르지만 (예를 들어, 미국은 amazon.com, 영국은 amazon.co.uk) 일부는 국제 배송을 제공한다.
amazon.com 방문자 수는 2008년 연간 6억 1,500만 명에서 2022년 월 20억 명 이상으로 증가했다. 이 전자상거래 플랫폼은 세계에서 12번째로 많이 방문하는 웹사이트이다.
2024년 2월, 아마존은 첫 챗봇인 "Rufus"를 미국에서 처음으로 발표했으며, 7월에는 미국 내 모든 고객에게 널리 제공되었다.
"Rufus"는 현재 미국, 인도, 영국에서 이용 가능하며, 쇼핑객이 제품 추천을 받고, 쇼핑 목록 조언을 얻고, 제품을 비교하며, 다른 고객이 특정 질문에 어떻게 응답했는지 확인할 수 있도록 돕는다.
아마존의 검색 엔진에서 생성된 결과는 부분적으로 프로모션 수수료에 의해 결정된다. 선택 및 가격이 다른 회사의 지역화된 상점들은 최상위 도메인과 국가 코드로 구분된다.

아마존 전 세계 마켓플레이스
최상위 도메인
인접 도메인에서 서비스

| 국가 | 점유율 |
| ---- | ------ |
| 미국 | 69.3%  |
| 독일 | 6.5%   |
| 영국 | 5.8%   |
| 일본 | 4.8%   |
| 기타 | 13.6%  |

| 지역       | 국가              | 도메인 네임   | 시작 시기   | 언어                                                                                       | 참고                                                                                             |
| ---------- | ----------------- | ------------- | ----------- | ------------------------------------------------------------------------------------------ | ------------------------------------------------------------------------------------------------ |
| 아프리카   | 이집트            | amazon.eg     | 2021년 9월  | 아랍어, 영어                                                                               | 이전 이름은 Souq.com 이집트                                                                      |
| 아프리카   | 남아프리카 공화국 | amazon.co.za  | 2024년 5월  | 영어                                                                                       |                                                                                                  |
| 아메리카   | 브라질            | amazon.com.br | 2012년 12월 | 포르투갈어                                                                                 |                                                                                                  |
| 아메리카   | 캐나다            | amazon.ca     | 2002년 6월  | 영어, 프랑스어                                                                             |                                                                                                  |
| 아메리카   | 멕시코            | amazon.com.mx | 2013년 8월  | 스페인어                                                                                   |                                                                                                  |
| 아메리카   | 미국              | amazon.com    | 1995년 7월  | 영어, 스페인어, 아랍어, 독일어, 히브리어, 한국어, 포르투갈어, 중국어 (간체), 중국어 (번체) | 현지화된 아마존 웹사이트가 없는 국제 고객은 아마존 US의 킨들 스토어에서 전자책을 구매할 수 있다. |
| 아시아     | 중국              | amazon.cn     | 2004년 9월  | 중국어 (간체)                                                                              | 이전 이름은 Joyo.com CHN                                                                         |
| 아시아     | 인도              | amazon.in     | 2013년 6월  | 영어, 힌디어, 타밀어, 텔루구어, 칸나다어, 말라얄람어, 벵골어, 마라티어                     |                                                                                                  |
| 아시아     | 일본              | amazon.co.jp  | 2000년 11월 | 일본어, 영어, 중국어 (간체)                                                                |                                                                                                  |
| 아시아     | 사우디아라비아    | amazon.sa     | 2020년 6월  | 아랍어, 영어                                                                               | 이전 이름은 Souq.com KSA                                                                         |
| 아시아     | 싱가포르          | amazon.sg     | 2017년 7월  | 영어                                                                                       |                                                                                                  |
| 아시아     | 튀르키예          | amazon.com.tr | 2018년 9월  | 튀르키예어                                                                                 |                                                                                                  |
| 아시아     | 아랍에미리트      | amazon.ae     | 2019년 5월  | 아랍어, 영어                                                                               | 이전 이름은 Souq.com UAE                                                                         |
| 유럽       | 벨기에            | amazon.com.be | 2022년 10월 | 네덜란드어, 프랑스어, 영어                                                                 |                                                                                                  |
| 유럽       | 프랑스            | amazon.fr     | 2000년 8월  | 프랑스어, 영어                                                                             |                                                                                                  |
| 유럽       | 독일              | amazon.de     | 1998년 10월 | 독일어, 영어, 체코어, 네덜란드어, 폴란드어, 튀르키예어                                     | 오스트리아, 덴마크 및 스위스도 서비스한다.                                                       |
| 유럽       | 아일랜드          | amazon.ie     | 2025년 3월  | 영어                                                                                       |                                                                                                  |
| 유럽       | 이탈리아          | amazon.it     | 2010년 11월 | 이탈리아어, 영어                                                                           |                                                                                                  |
| 유럽       | 네덜란드          | amazon.nl     | 2014년 11월 | 네덜란드어, 영어                                                                           | 초기에는 도서 및 전자책만, 2020년 3월에 전체 상점 개설                                           |
| 유럽       | 폴란드            | amazon.pl     | 2021년 3월  | 폴란드어                                                                                   |                                                                                                  |
| 유럽       | 스페인            | amazon.es     | 2011년 9월  | 스페인어, 포르투갈어, 영어                                                                 | 포르투갈도 서비스                                                                                |
| 유럽       | 스웨덴            | amazon.se     | 2020년 10월 | 스웨덴어, 영어                                                                             |                                                                                                  |
| 유럽       | 영국              | amazon.co.uk  | 1998년 10월 | 영어                                                                                       |                                                                                                  |
| 오세아니아 | 오스트레일리아    | amazon.com.au | 2017년 11월 | 영어                                                                                       | 뉴질랜드도 서비스                                                                                |

#### 판매자 파트너십
2000년, 미국 장난감 소매업체 토이저러스는 아마존과 10년 계약을 체결했는데, 연간 5천만 달러와 매출의 일부를 아마존에 지불하는 조건으로 토이저러스가 아마존 서비스에서 장난감 및 유아용품의 독점 공급업체가 되고, 토이저러스 웹사이트는 아마존의 장난감 및 게임 카테고리로 리디렉션되도록 했다. 2004년, 토이저러스는 아마존을 고소했는데, 이는 토이저러스 재고의 다양성 부족으로 인해 아마존이 토이저러스에게 독점권을 부여했던 카테고리에서 제3자 판매자가 품목을 판매하도록 의도적으로 허용했다고 주장했다. 2006년, 법원은 토이저러스의 손을 들어주어 아마존과의 계약을 해지하고 자체 독립 전자상거래 웹사이트를 설립할 권리를 부여했다. 이 회사는 나중에 5100만 달러의 손해배상금을 받았다.
2001년, 아마존은 보더스와 유사한 계약을 체결하여 Borders.com을 공동 브랜드 서비스로 공동 관리하기로 했다. 보더스는 2007년에 자체 온라인 상점을 개설할 계획으로 이 계약에서 철수했다.
2011년 10월 18일, 아마존닷컴은 DC 코믹스와 파트너십을 맺고 슈퍼맨, 배트맨, 그린 랜턴, 샌드맨, 왓치맨 등 인기 만화에 대한 독점 디지털 권리를 확보했다고 발표했다. 이 파트너십으로 인해 반스 & 노블과 같은 유명 서점들은 이들 제목을 서가에서 제거했다.
2013년 11월, 아마존은 미국 우정청과 파트너십을 맺고 일요일에도 주문 배송을 시작한다고 발표했다. 아마존의 표준 배송 요금에 포함된 이 서비스는 높은 물량과 적시 배송의 어려움 때문에 로스앤젤레스 대도시권과 뉴욕의 대도시 지역에서 시작되었으며, 2014년까지 댈러스, 휴스턴, 뉴올리언스, 피닉스로 확장할 계획이었다.
2017년 6월, 나이키는 아마존을 통해 제품을 판매하고 그 대가로 위조품 단속을 강화하기로 합의했다. 이는 성공적이지 못했고 나이키는 2019년 11월에 파트너십을 철회했다. 이케아와 버켄스탁을 포함한 회사들도 비슷한 시기에 사업 관행과 위조품에 대한 불만을 이유로 아마존을 통한 판매를 중단했다.
2017년 9월, 아마존은 파트니 그룹이 소유한 판매자 JV Appario Retail과 합작을 시작했으며, 2017-2018 회계연도에 총 1억 440만 미국 달러 (₹759 크로르)의 수입을 기록했다.
2017년 10월 11일 기준, 아마존 프레시는 선택된 지역에서 부스 (기업) 브랜드 제품군을 가정 배송으로 판매했다.
2018년 11월, 아마존은 애플과 계약을 체결하여 회사와 일부 애플 공인 리셀러를 통해 선별된 제품을 서비스로 판매하기로 했다. 이 파트너십의 결과로, 2019년 1월 4일부터 애플 공인 리셀러만이 아마존에서 애플 제품을 판매할 수 있게 되었다.
2024년 11월 7일, 아마존은 AI 스타트업 앤트로픽에 대한 두 번째 수십억 달러 투자를 논의하고 있다고 보도되었는데, 이는 초기 40억 달러 투자에 이은 것이다.

#### 자체 브랜드 제품

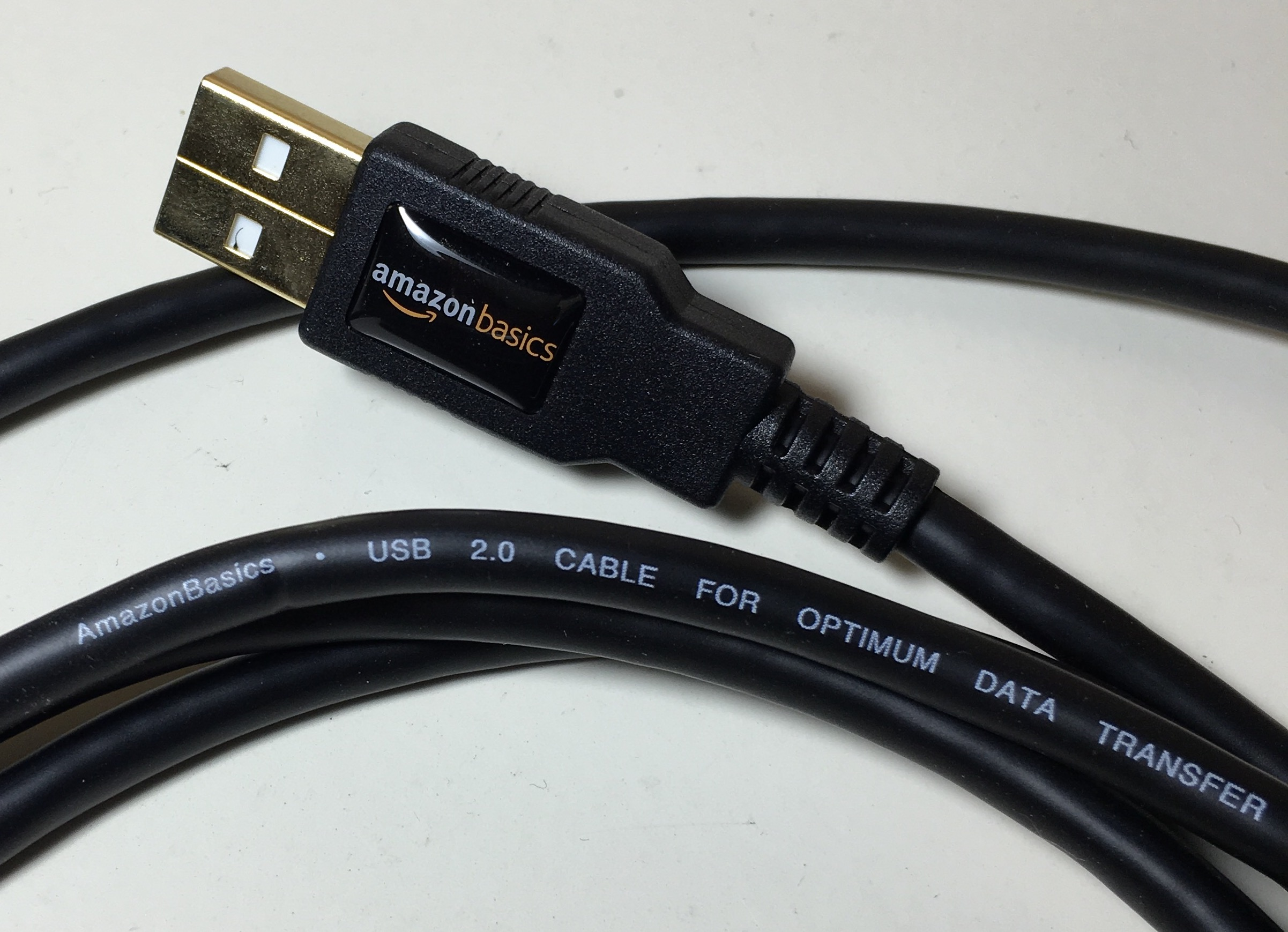
아마존 베이직스 USB 케이블

아마존은 휴대폰 충전기, 배터리, 기저귀 물티슈 등 자체 브랜드 이름으로 많은 제품을 판매한다. AmazonBasics 브랜드는 2009년에 도입되었으며, 현재 스마트폰 케이스, 컴퓨터 마우스, 배터리, 아령, 개집 등 수백 가지 제품군을 제공한다. 아마존은 2019년 기준으로 34개의 자체 브랜드 제품을 소유하고 있다. 이들 브랜드는 아마존 글로벌 매출의 0.15%를 차지하며, 다른 대형 소매업체의 평균은 18%이다. 다른 아마존 소매 브랜드로는 Presto!, Mama Bear, Amazon Essentials 등이 있다.

#### 제3자 판매자
아마존은 매출의 상당 부분(2008년 기준 약 40%)을 아마존에서 제품을 판매하는 제3자 판매자로부터 얻는다. 다른 대형 전자상거래 판매자들도 아마존을 통해 제품을 판매하며, 이는 자사 웹사이트를 통한 판매 외에 추가적인 채널로 활용된다. 판매는 아마존닷컴을 통해 처리되며, 개별 판매자가 주문 처리 및 이행을 담당하고 아마존은 이러한 소매업체에 공간을 임대해 준다. 중고 및 신품 판매자들은 아마존 마켓플레이스에서 고정 가격으로 제품을 제공한다.

#### 제휴 프로그램
출판사들은 제휴사로 가입하여 아마존 링크를 웹사이트에 게재함으로써 고객을 아마존으로 유도하고, 이 유도가 판매로 이어지면 수수료를 받는다. 전 세계적으로 아마존은 제휴 프로그램에 "90만 명 이상의 회원"을 보유하고 있다. 2014년 중반, 아마존 제휴 프로그램은 모든 웹사이트의 1.2%가 사용하며, 구글 애즈에 이어 두 번째로 인기 있는 광고 네트워크이다. 이는 웹사이트와 비영리 단체에서 지지자들이 수수료를 벌 수 있는 방법을 제공하기 위해 자주 사용된다.
제휴사는 아마존 웹 서비스(AWS) XML 서비스를 사용하여 웹사이트에서 아마존 카탈로그에 직접 접근할 수 있다. 새로운 제휴 제품인 aStore는 제휴사가 아마존 제품의 하위 집합을 다른 웹사이트에 삽입하거나 다른 웹사이트에 연결할 수 있도록 한다. 2010년 6월, Amazon Seller Product Suggestions가 출시되어 고객의 검색 기록을 기반으로 특정 제품을 제3자 판매자에게 아마존에서 판매하도록 추천함으로써 판매자에게 더 많은 투명성을 제공했다.

#### 제품 리뷰
아마존은 사용자가 각 제품의 웹 페이지에 리뷰를 제출할 수 있도록 한다. 리뷰어는 제품을 별 1개에서 5개까지의 평점 척도로 평가해야 한다. 아마존은 리뷰어에게 신용 카드 계정 확인을 기반으로 리뷰어의 실명을 나타내거나 인기 순으로 상위 리뷰어 중 한 명임을 나타내는 배지 옵션을 제공한다. 2020년 12월 16일 기준으로 아마존은 판매자와 고객이 제품 리뷰에 댓글을 달 수 있는 기능을 제거하고 웹사이트에서 모든 게시된 제품 리뷰 댓글을 삭제했다. 아마존은 판매자에게 보낸 이메일에서 이 기능을 제거한 이유를 "...고객 리뷰의 댓글 기능은 거의 사용되지 않았다."고 밝혔다. 남아 있는 리뷰 응답 옵션은 독자가 리뷰가 유용한지 여부를 표시하거나 아마존 정책을 위반(남용)한다고 신고하는 것이다. 리뷰가 충분히 "도움이 된다"는 표시를 받으면 제품의 첫 페이지에 나타난다. 2010년 아마존은 인터넷 소비자 리뷰의 가장 큰 단일 출처로 보고되었다.
출판사들이 베이조스에게 아마존이 부정적인 리뷰를 게시하는 이유를 묻자, 그는 아마존닷컴이 "다른 접근 방식을 취하고 있다... 우리는 좋은 것, 나쁜 것, 추한 것 등 모든 책을 이용할 수 있게 하고 싶다... 진실을 자유롭게 내보내고 싶다"고 주장하며 이러한 관행을 옹호했다.
홍보 회사가 고객을 대신하여 긍정적인 리뷰를 작성하고 게시한 사례도 있으며, 작가들이 가명으로 경쟁작에 부정적인 리뷰를 남기는 경우도 있었다.

#### 아마존 판매 순위
아마존 판매 순위(ASR)는 아마존 지역에서 판매되는 제품의 인기를 나타낸다. 이는 시간별로 업데이트되는 상대적인 인기 지표이다. 사실상, 이는 아마존이 보유한 수백만 가지 제품에 대한 "베스트셀러 목록"이다. ASR은 제품 판매에 직접적인 영향을 미치지는 않지만, 아마존은 이를 사용하여 베스트셀러 목록에 포함할 제품을 결정한다. 이 목록에 나타나는 제품은 아마존 웹사이트에서 추가적인 노출을 얻고, 이는 판매 증가로 이어질 수 있다. 특히, 판매 순위에서 큰 폭으로 (상승 또는 하락) 변화하는 제품은 아마존의 "주목받는 제품" 목록에 포함될 수 있으며, 이러한 목록은 판매 증가로 이어질 수 있는 추가적인 노출을 제공한다. 경쟁상의 이유로 아마존은 실제 판매 수치를 대중에게 공개하지 않는다. 그러나 아마존은 현재 북스캔 서비스를 통해 검증된 저자에게 판매 시점 정보 관리 데이터를 공개하기 시작했다. ASR은 출판사, 제조업체, 마케터들에게 많은 추측의 대상이 되어왔지만, 아마존 자체는 판매 순위 계산 알고리즘의 세부 사항을 공개하지 않는다. 일부 회사들은 아마존 판매 데이터를 분석하여 ASR을 기반으로 판매 추정치를 생성했다. 그러나 아마존은 다음과 같이 명시한다.
우리의 판매 순위 수치는 고객을 위한 일반적인 관심사 안내일 뿐 출판사를 위한 명확한 판매 정보가 아니라는 점을 명심해 주십시오. 우리는 귀하가 배포처에서 이 정보를 정기적으로 받고 있다고 가정합니다.— Amazon.com Help

### 오프라인 매장

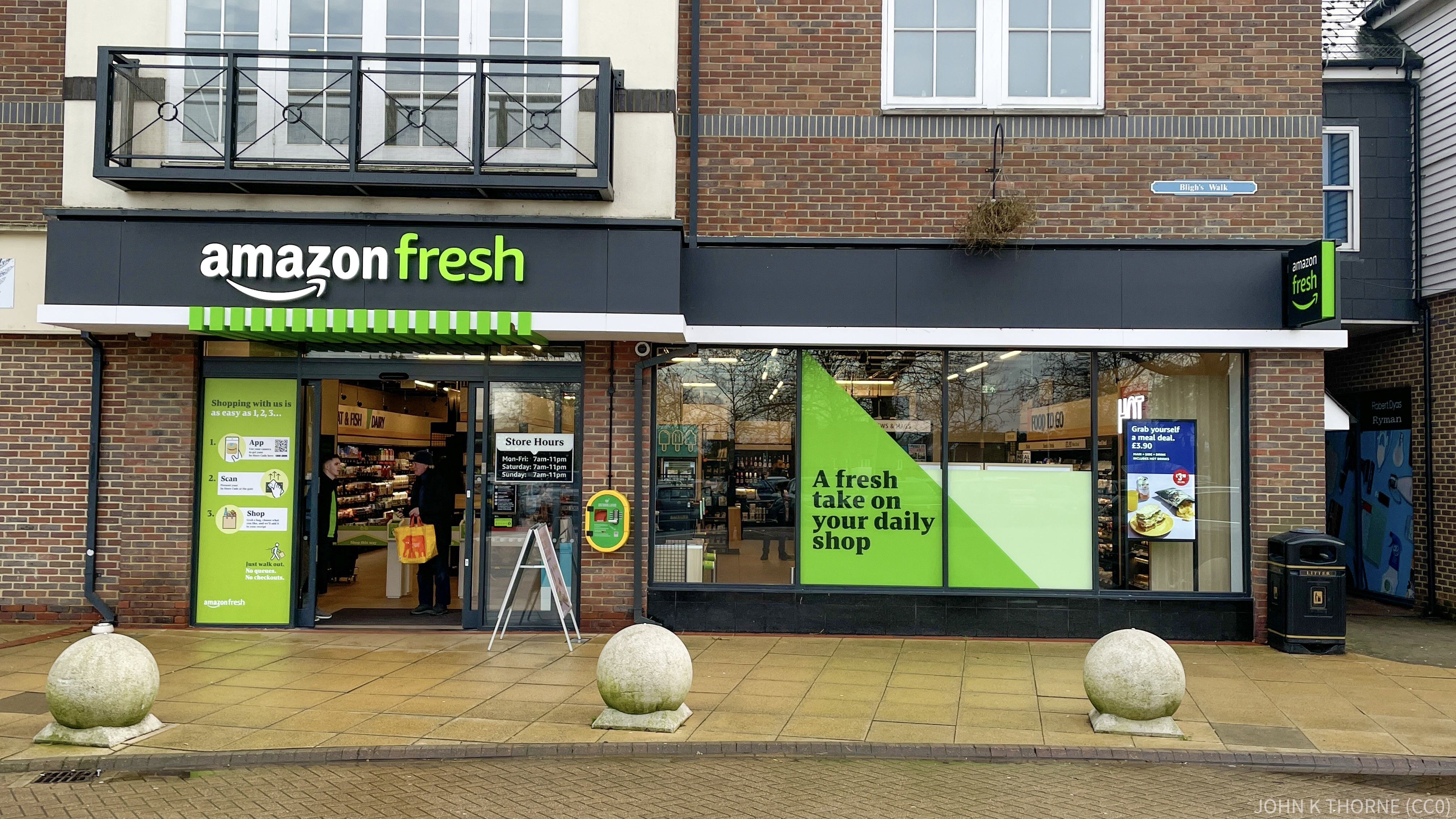
아마존 프레시 세븐오크스 매장, 영국

2015년 11월, 아마존은 시애틀의 유니버시티 빌리지에 Amazon Books 오프라인 매장을 열었다. 이 매장은 5,500평방피트 규모였으며 모든 제품의 가격은 웹사이트와 동일했다. 아마존은 2017년에 10번째 오프라인 서점을 열었다. 당시 언론 보도에 따르면 아마존은 결국 전국에 300~400개의 서점을 개설할 계획이었다. 모든 매장은 2022년에 "Amazon 4-Star" 브랜드의 다른 소매점과 함께 폐쇄되었다.
2016년 7월, 회사는 펜실베이니아주 동부 리하이 밸리 지역의 팔머 타운십에 110만 제곱피트 규모의 시설을 개설한다고 발표했다. 2024년 현재 아마존은 리하이 밸리 지역의 세 번째로 큰 고용주이다.
2019년 8월, 아마존은 샌프란시스코에 주류 판매점 허가를 신청했는데, 이는 시내에서 맥주와 술을 배송하기 위한 수단이었다.
2020년, 아마존 프레시는 미국과 영국에 여러 오프라인 매장을 열었다.

### 하드웨어 및 서비스

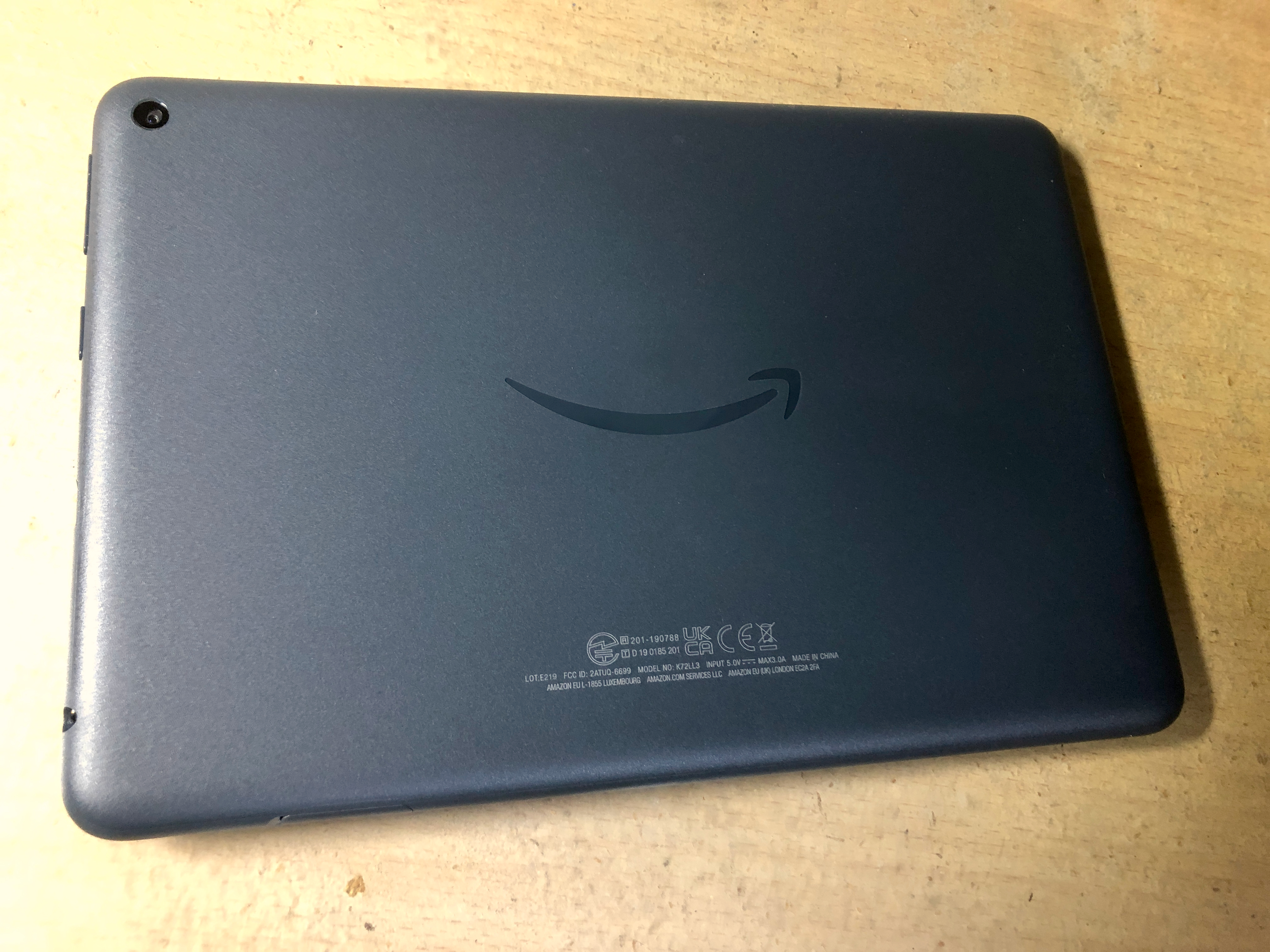
아마존 파이어 태블릿

아마존은 디지털 비서 알렉사, 음악 및 비디오용 아마존 뮤직 및 프라임 비디오, 안드로이드 앱용 아마존 앱스토어, 전자종이 전자책 단말기인 킨들 라인, 파이어 및 파이어 HD 컬러 LCD 태블릿 등 다양한 제품과 서비스를 제공한다. 오더블은 구매 및 청취를 위한 오디오북을 제공한다.
2021년 9월, 아마존은 알렉사 스마트 홈 기술로 구동되는 첫 가정용 로봇인 아스트로 출시를 발표했다. 이 로봇은 집에 없을 때 원격 제어하여 반려동물, 사람 또는 가정 보안을 확인할 수 있다. 특이한 점을 감지하면 소유자에게 알림을 보낸다.
2023년 1월, 아마존은 처방약 배송 서비스 RXPass 출시를 발표했다. 이 서비스는 미국 아마존 프라임 회원에게 월 5달러의 요금으로 60가지 의약품을 제공한다. 이 서비스는 발표 즉시 특정 처방약 배송 요건이 있는 주를 제외하고 즉시 출시되었다. 메디케어 및 메디케이드와 같은 정부 의료 프로그램 수혜자는 RXPass에 가입할 수 없다.

### 자회사
아마존은 아마존 웹 서비스, 오더블, Diapers.com, 굿리즈, IMDb, Kiva Systems (현재 아마존 로보틱스), One Medical, 샵밥, Teachstreet, 트위치, 자포스, Zoox를 포함한 100개 이상의 자회사를 소유하고 있다.
베이조스는 별도로 워싱턴 포스트 (Nash Holdings, LLC를 통해), 블루 오리진, Bezos Expeditions, Altos Labs 및 기타 회사를 소유하고 있다.

#### Amazon Live
아마존 라이브는 라이브 스트리밍 서비스와 경쟁하기 위해 아마존이 만든 미국 비디오 전자 상거래 라이브 스트리밍 서비스이다. 이 서비스를 통해 사용자는 제품을 홍보하거나 스폰서하는 라이브 비디오를 스트리밍할 수 있다. 사용자(주로 유명인 또는 인터넷 인플루언서)는 아마존에서 라이브 스트리밍하고 판매 또는 홍보하는 제품에 추가 컨텍스트를 추가하는 태그를 추가할 수 있다. 다른 사용자는 참여하여 라이브 스트림에서 전 세계 채팅으로 메시지를 입력할 수 있다.
2019년 아마존은 아마존 웹사이트와 모바일 앱에 통합된 플랫폼을 출시했다. 2023년에는 미국과 인도 전역에서 약 10억 명의 시청자가 아마존 라이브를 시청했다. 이 플랫폼은 Amazon Freevee 및 프라임 비디오에도 통합되었다.

#### 아마존 웹 서비스

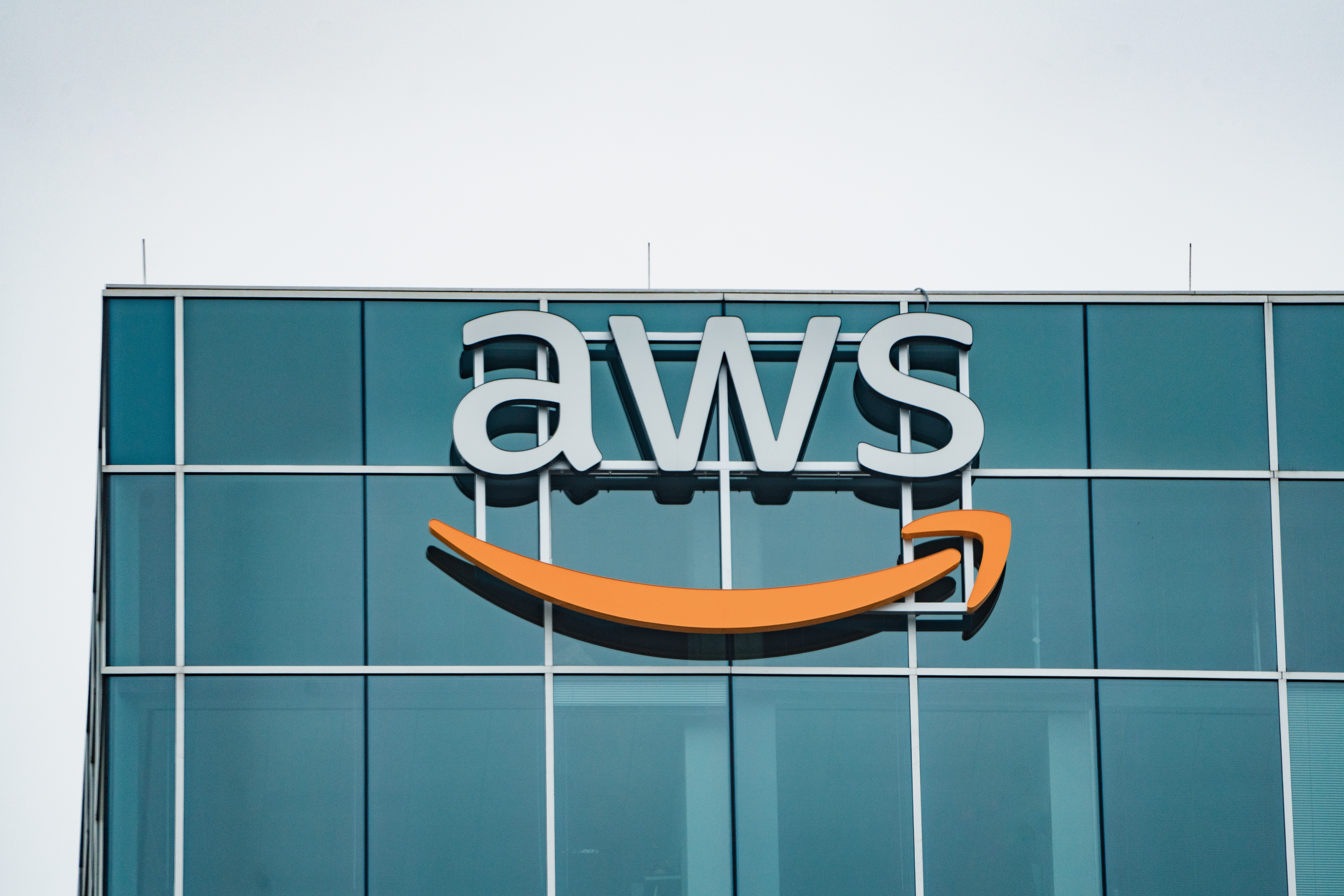
아마존 웹 서비스, HOU-14

아마존 웹 서비스(AWS)는 아마존의 자회사로, 개인, 기업, 정부에 온디맨드 클라우드 컴퓨팅 플랫폼과 API를 계량제 종량제로 제공한다. 이 클라우드 컴퓨팅 웹 서비스는 AWS 서버 팜을 통해 분산 컴퓨팅 처리 능력과 소프트웨어 도구를 제공한다. 2021년 4분기 기준으로 AWS는 클라우드 인프라 시장에서 33%의 시장 점유율을 차지하고 있으며, 다음 두 경쟁사인 마이크로소프트 애저와 구글 클라우드는 Synergy Group에 따르면 각각 21%와 10%를 차지하고 있다.

#### 오더블
오더블은 인터넷에서 음성 오디오 엔터테인먼트, 정보, 교육 프로그램을 판매하고 제작하는 회사이다. 오더블은 디지털 오디오북, 라디오 및 텔레비전 프로그램, 잡지 및 신문의 오디오 버전을 판매한다. 오더블은 제작 부문인 오더블 스튜디오(Audible Studios)를 통해 다운로드 가능한 오디오북의 세계 최대 제작사가 되었다. 2008년 1월 31일, 아마존은 약 3억 달러에 오더블을 인수할 것이라고 발표했다. 이 계약은 2008년 3월에 완료되었고 오더블은 아마존의 자회사가 되었다.

#### 굿리즈
굿리즈는 소프트웨어 엔지니어이자 기업가인 오티스 챈들러와 엘리자베스 쿠리가 2006년 12월에 설립하여 2007년 1월에 출시한 "사회적 목록 작성" 웹사이트이다. 이 웹사이트는 개인이 굿리즈의 방대한 사용자 생성 도서, 주석, 리뷰 데이터베이스를 자유롭게 검색할 수 있도록 한다. 사용자는 가입하고 도서를 등록하여 도서관 카탈로그와 독서 목록을 생성할 수 있다. 또한 책 추천 및 토론을 위한 자체 그룹을 만들 수도 있다. 2007년 12월 기준으로 이 사이트는 65만 명 이상의 회원을 보유하고 있으며, 100만 권 이상의 도서가 추가되었다. 아마존은 2013년 3월에 이 회사를 인수했다.

#### 링
링(Ring)은 제이미 시미노프가 2013년에 설립한 가정 자동화 회사이다. 주로 와이파이 기반의 스마트 초인종으로 알려져 있지만, 보안 카메라와 같은 다른 장치도 제조한다. 아마존은 2018년에 링(Ring)을 10억 미국 달러에 인수했다.

#### 트위치

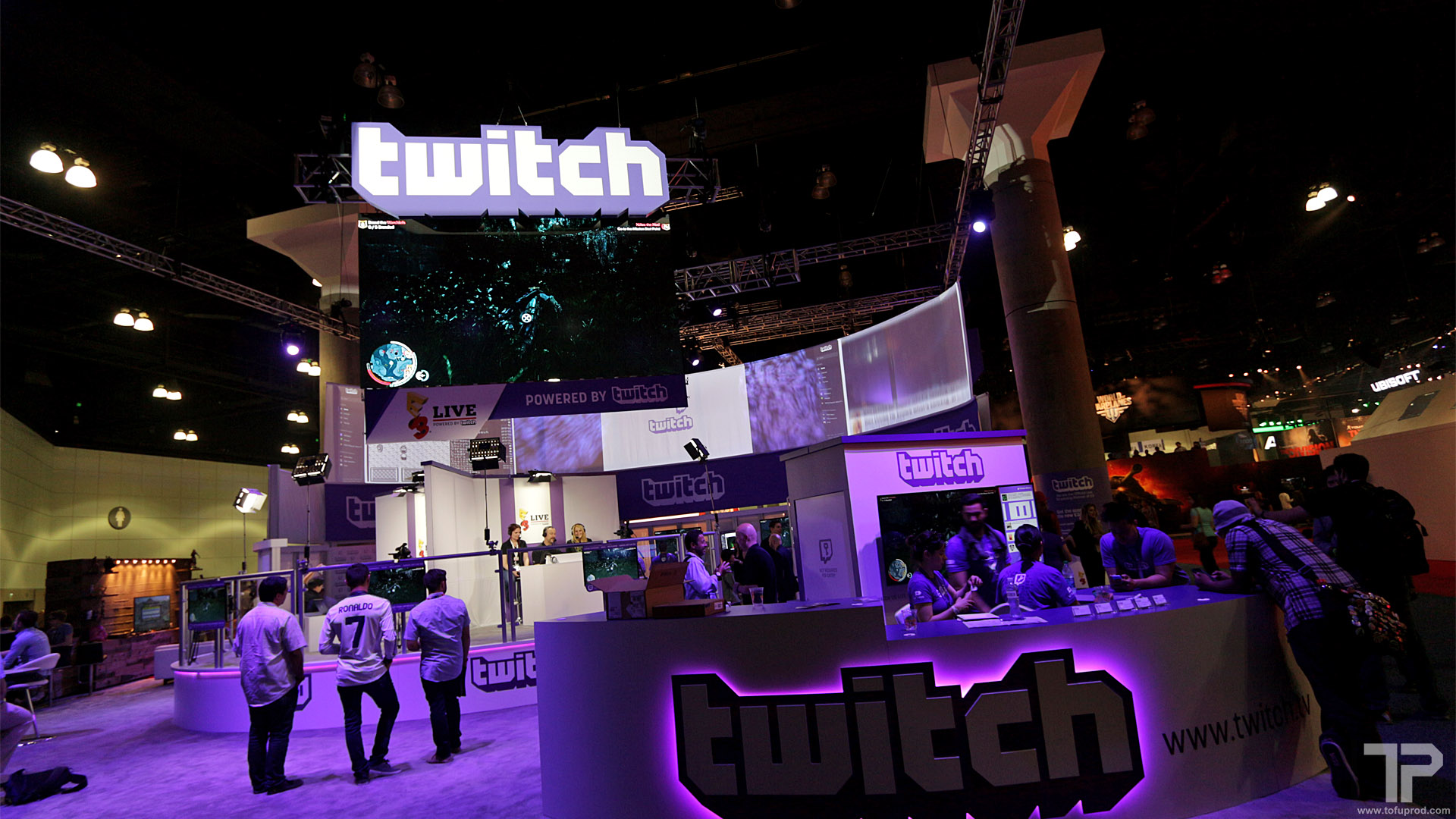
트위치 전자 오락 박람회에서

트위치는 비디오, 주로 비디오 게임 콘텐츠에 초점을 맞춘 라이브스트리밍 플랫폼이다. 트위치는 2014년 8월 아마존에 9억 7천만 달러에 인수되었다. 이 사이트의 빠른 성장은 주로 서비스에서 주요 E스포츠 대회의 중요성에 의해 촉진되었으며, 이로 인해 게임스팟 수석 e스포츠 편집자 로드 브레슬라우는 이 서비스를 "e스포츠의 ESPN"이라고 묘사했다. 2015년 기준, 이 서비스는 150만 명 이상의 방송인과 1억 명의 월간 시청자를 보유했다.

#### 홀 푸드 마켓

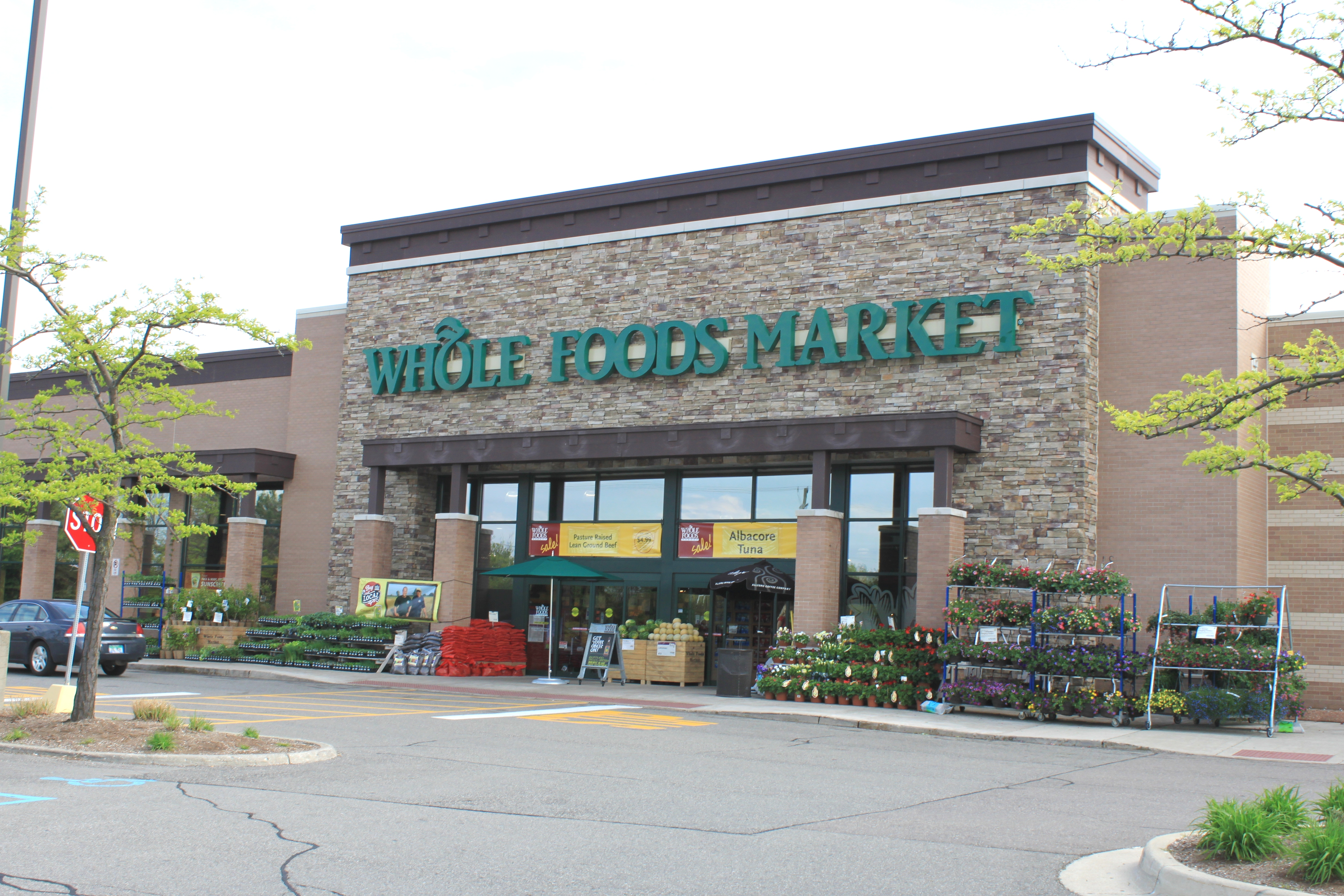
앤아버에 있는 홀 푸드 마켓 매장

홀 푸드 마켓은 인공 방부제, 색소, 향료, 감미료, 수소화 지방이 없는 식품만을 취급하는 미국 슈퍼마켓 체인이다. 아마존은 2017년 8월 137억 달러에 홀 푸드를 인수했다.
홀 푸드스를 인수한 이후, 회사는 자체 프레시 슈퍼마켓 체인을 출시하고 온라인 및 오프라인 식료품 사업을 통합하기 위한 조치를 취했다.

#### 기타
아마존의 다른 자회사는 다음과 같다.
- A9.com, 혁신적인 기술 연구 및 구축에 중점을 둔 회사로, 2003년부터 자회사였다.[117]
- 아마존 아카데미는 이전 JEE Ready였으며, 2021년 1월 13일 아마존 인도에 의해 출시된 공학도들이 통합 입학 시험(JEE)과 같은 경쟁 시험을 준비하는 온라인 학습 플랫폼이다.
- Amazon Maritime Inc.는 연방 해사 위원회의 비선박운항 공통 운송인(NVOCC) 면허를 보유하고 있어, 중국에서 미국으로의 운송을 관리할 수 있다.[118]
- Amazon Pharmacy는 2020년 11월에 출시된 처방약 전문 온라인 배달 서비스이다. 이 서비스는 프라임 구독 사용자에게 제네릭 의약품에 대해 최대 80%, 브랜드 의약품에 대해 최대 40% 할인을 제공한다. 제품은 회사의 웹사이트 또는 미국 내 5만 개 이상의 오프라인 약국에서 구매할 수 있다.[119]
- Annapurna Labs, 이스라엘 기반의 마이크로 일렉트로닉스 회사로, 2015년 1월 아마존 웹 서비스가 3억 5천만~3억 7천만 미국 달러에 인수한 것으로 알려져 있다.[120][121][122]
- Beijing Century Joyo Courier Services, 미국 해사 위원회에 화물 운송 면허를 신청했다. 아마존은 또한 트럭 운송 및 항공 화물 분야에서 물류를 구축하여 잠재적으로 UPS 및 페덱스와 경쟁할 수 있다.[123][124]
- Brilliance Audio, 1984년 마이클 스노드그라스가 그랜드헤이븐에서 설립한 오디오북 출판사이다.[125] 이 회사는 1985년에 첫 8개의 오디오 타이틀을 제작했다.[125] 이 회사는 2007년에 아마존에 비공개 금액으로 인수되었다.[126][127] 인수 당시 Brilliance는 한 달에 12~15개의 새로운 타이틀을 제작했다.[127] 아마존 내에서 독립적인 회사로 운영된다. 1984년, Brilliance Audio는 같은 카세트에 두 배나 많은 녹음을 할 수 있는 기술을 발명했다.[128] 이 기술은 각 스테레오 트랙의 두 채널에 모두 녹음하는 것을 포함했다.[128] 이는 1980년대 중반 급성장하던 오디오북 시장을 혁신하여 완역본 도서를 저렴하게 만들었다는 평가를 받는다.[128]
- 코믹솔로지, 2013년 9월 기준으로 2억 건 이상의 만화 다운로드를 기록한 클라우드 기반 디지털 만화 플랫폼이다. 안드로이드, iOS, Fire OS, Windows 8 장치 및 웹 브라우저를 통해 4만 권 이상의 만화책과 그래픽 노블을 제공한다. 아마존은 2014년 4월에 이 회사를 인수했다.[129]
- CreateSpace, 독립 콘텐츠 제작자, 출판사, 영화 스튜디오 및 음악 레이블을 위한 자가 출판 서비스를 제공하며, 2009년 자회사가 되었다.[130][131]
- eero, 2014년 닉 위버, 아모스 샬리히, 네이트 하디슨이 스마트 홈을 단순화하고 혁신하기 위해 스타트업으로 설립한 메시 네트워킹 와이파이 전문 전자 회사이다.[132] Eero는 2019년 아마존에 9,700만 미국 달러에 인수되었다.[133] Eero는 아마존 인수 초기의 우려에도 불구하고 자체 브랜드를 유지하고 프라이버시 보호에 대한 약속을 계속 광고하고 있다.[134]
- Health Navigator는 온라인 건강 서비스를 위한 API 개발 스타트업으로, 2019년 10월에 인수되었다. 이 스타트업은 아마존의 직원 의료 서비스인 Amazon Care의 일부가 될 것이다. 이는 2018년 10억 달러 미만으로 인수되어 Amazon Care에 포함된 PillPack 인수 이후의 조치이다.[135]
- Junglee, 아마존에서 제공했던 이전 온라인 쇼핑 서비스로, 고객이 인도에서 온라인 및 오프라인 소매업체의 제품을 검색할 수 있도록 했다. Junglee는 인터넷에서 정보를 추출하여 기업 애플리케이션에 전달하는 가상 데이터베이스로 시작했다. 점차 발전하면서 Junglee는 데이터베이스 기술을 사용하여 인터넷상의 모든 공급업체의 모든 품목을 구매할 수 있도록 단일 창 마켓플레이스를 만들었다. 웹 쇼핑객은 단일 창을 통해 인터넷 쇼핑몰 전역의 수백만 가지 제품을 찾고, 비교하고, 거래할 수 있었다.[136] 아마존은 1998년에 Junglee를 인수했으며, 2012년 2월 인도에 Junglee.com 웹사이트를 출시했다[137] 비교 쇼핑 웹사이트로. 옷, 전자제품, 장난감, 보석, 비디오 게임 등 수천 개의 온라인 및 오프라인 판매자로부터 다양한 제품을 선별하고 검색할 수 있도록 했다. 수백만 개의 제품을 검색할 수 있으며, 고객은 가격을 선택한 후 판매자에게 연결된다. 2017년 11월, 아마존은 Junglee.com을 폐쇄했으며, 현재 해당 도메인은 아마존 인도로 리디렉션된다.[138]
- Kuiper Systems, 아마존의 자회사로, 3,236개의 지구 저궤도 인공위성을 사용하여 위성 기반 인터넷 연결을 제공하는 광대역 위성 인터넷 성운을 배치하기 위해 설립되었다.[139][140][141]
- Lab126, 킨들과 같은 통합 소비자 가전제품 개발사로, 2004년 자회사가 되었다.[142]
- Shelfari, 이전에 존재했던 도서용 소셜 목록 작성 웹사이트이다. Shelfari 사용자는 자신이 소유하거나 읽은 제목의 가상 서재를 만들 수 있었고, 책을 평가하고, 리뷰하고, 태그를 지정하고, 토론할 수 있었다. 사용자는 다른 회원들이 가입할 수 있는 그룹을 만들고, 토론을 시작하고, 책이나 다른 주제에 대해 이야기할 수 있었다. 사이트의 친구들에게 읽을 책에 대한 추천을 보낼 수 있었다. 아마존은 2008년 8월에 이 회사를 인수했다.[109] Shelfari는 2016년 1월 아마존이 Shelfari를 굿리즈와 통합하고 Shelfari를 폐쇄한다고 발표할 때까지 아마존 내에서 독립적인 도서 소셜 네트워크로 계속 기능했다.[143][144]
- Souq, 전 아랍 세계 최대 전자 상거래 플랫폼이다. 이 회사는 2005년 아랍에미리트 두바이에서 설립되어 중동 전역의 여러 지역을 서비스했다.[145] 2017년 3월 28일, 아마존은 Souq.com을 5억 8천만 달러에 인수했다.[146] 이 회사는 아마존으로 리브랜딩되었고 그 인프라는 중동에서 아마존의 온라인 플랫폼을 확장하는 데 사용되었다.[147]

아마존은 또한 재생 에너지에 투자하고 있는데, 여기에는 워싱턴주 동부의 Xe-100 원자로 부지에 4개의 소형모듈원자로를 건설하기 위한 자금 지원 계획과 앨버타주의 새 공장에 투자하여 캐나다 시장에서의 입지를 확대할 계획이 포함된다.

## 운영

### 물류

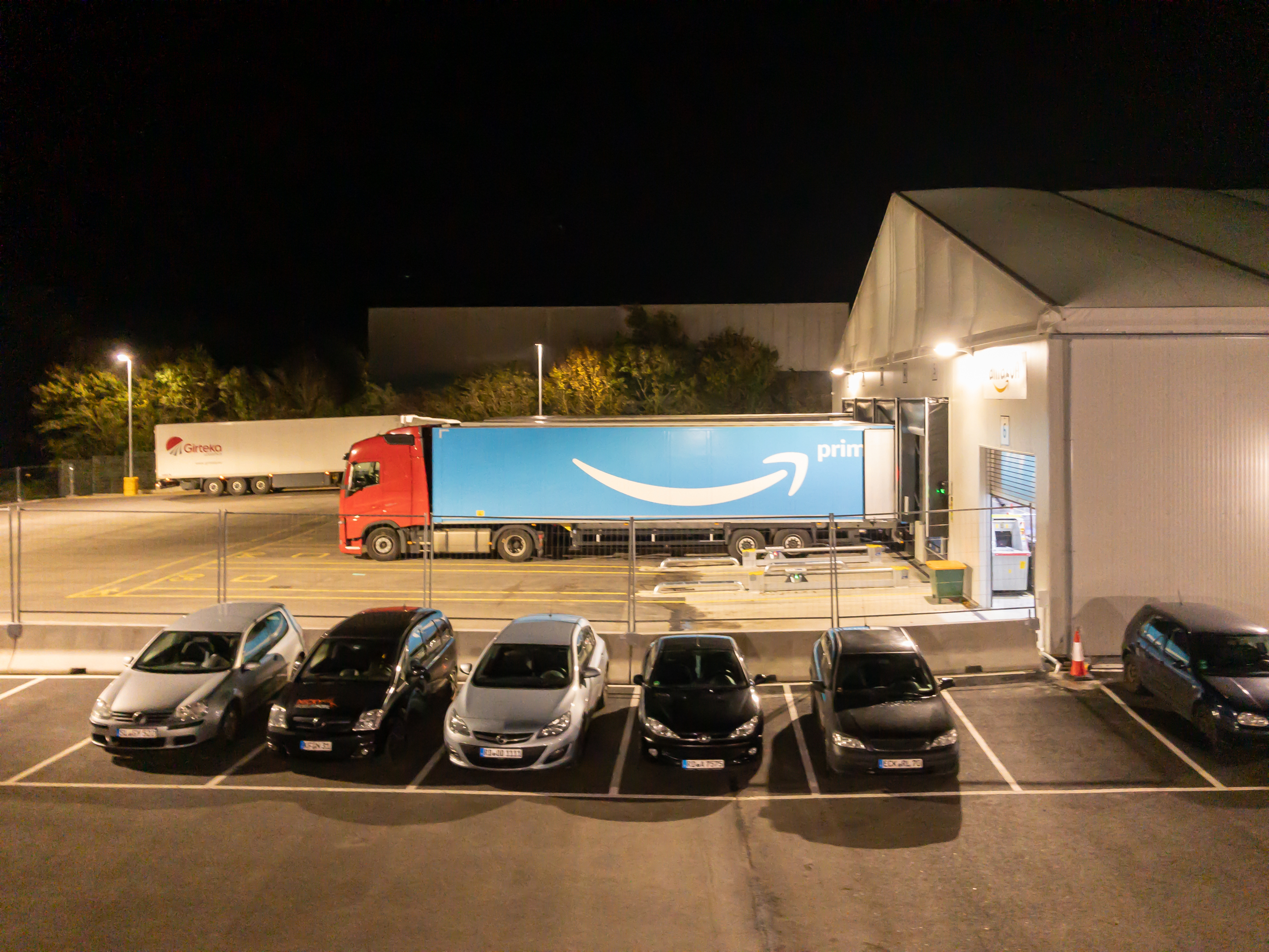
아마존 물류 배송 스테이션의 아마존 운송 서비스 트럭

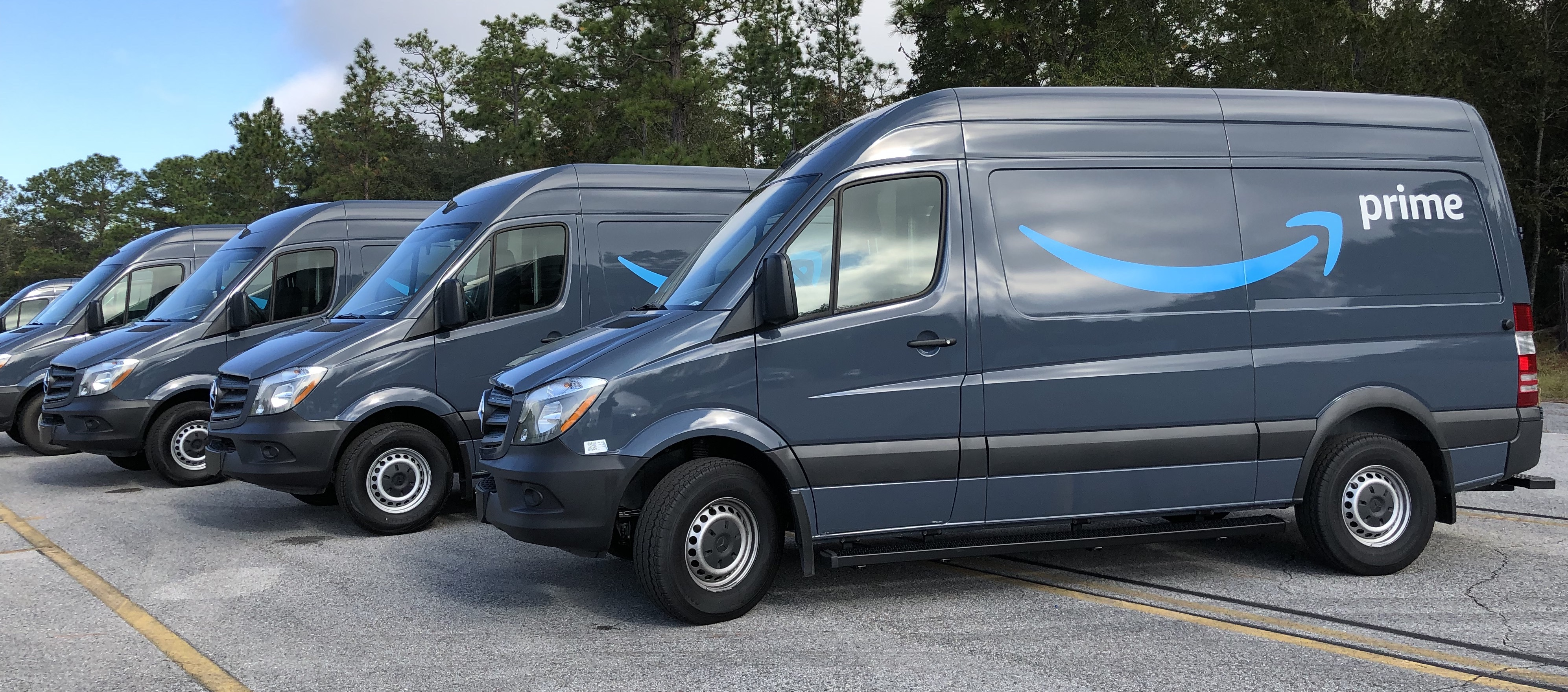
플로리다주에 있는 아마존 물류 배송 서비스 파트너 회사 차량

아마존은 소포를 배송하기 위해 다양한 운송 서비스를 이용한다. 아마존 브랜드 서비스는 다음과 같다.
- Amazon Air, 대량 운송을 위한 화물 항공사로, 마지막 마일 배송은 Amazon Flex, Amazon Logistics 또는 미국 우정청에서 처리한다.
- Amazon Flex, 개인이 독립 계약자로 활동하여 유니폼 없이 개인 차량으로 고객에게 소포를 배송할 수 있도록 하는 스마트폰 앱이다. 배송에는 1시간 또는 2시간 프라임 나우, 당일 또는 다음 날 아마존 프레시 식료품, 표준 아마존닷컴 주문 외에도 아마존과 계약한 지역 상점의 주문이 포함된다.[149]
- Amazon Logistics, 아마존이 소규모 사업체("배송 서비스 파트너"라고 부름)와 계약하여 고객에게 배송을 수행하는 서비스이다. 각 사업체는 약 20~40대의 아마존 브랜드 밴을 보유하며, 계약업체의 직원들은 아마존 유니폼을 착용한다. 2020년 12월 현재 미국, 캐나다, 이탈리아, 독일, 스페인, 영국에서 운영되고 있다.[150]
- Amazon Prime Air는 특정 도시의 아마존 프라임 구독자에게 드론을 통해 소포를 배송하는 실험적인 드론 배송 서비스이다.

아마존은 창고, 대량 유통 센터, 유인 "Amazon Hub Locker+" 지점, 운전자가 소포를 픽업하는 배송 스테이션에서 일할 직원을 직접 고용한다. 2020년 12월 현재 배송 운전사를 직원으로 고용하지 않는다.
라쿠텐은 2020년 미국에서 최종 배송 비율이 아마존의 직접 계약 서비스(주로 도시 지역)가 56%, 미국 우정청(주로 농촌 지역)이 30%, UPS가 14%로 추정했다. 2021년 4월, 아마존은 투자자들에게 지난 12개월(미국의 코로나19 범유행 첫 해 포함) 동안 자체 배송 능력을 50% 증대했다고 보고했다.

### 공급망
아마존은 1997년 시애틀과 뉴캐슬 (델라웨어주)에 두 개의 풀필먼트 센터를 개설하면서 유통망을 처음 시작했다. 아마존은 교차 도킹 센터, 풀필먼트 센터, 분류 센터, 배송 스테이션, 프라임 나우 허브, 프라임 에어 허브로 구성된 여러 유형의 유통 시설을 보유하고 있다. 75개의 풀필먼트 센터와 25개의 분류 센터에 125,000명 이상의 직원이 있다. 직원들은 다음 다섯 가지 기본 작업을 담당한다. 입고된 상품의 개봉 및 검사, 상품의 보관 및 위치 기록, 컴퓨터로 기록된 위치에서 상품을 선택하여 개별 배송을 구성, 주문 분류 및 포장, 배송. 상품 위치를 기록하고 피커의 경로를 지도화하는 컴퓨터가 핵심적인 역할을 한다. 직원들은 중앙 컴퓨터와 통신하고 진행 속도를 모니터링하는 휴대용 컴퓨터를 가지고 다닌다. 일부 창고는 아마존 로보틱스에서 구축한 시스템으로 부분적으로 자동화되어 있다.
2006년 9월, 아마존은 FBA(Fulfillment By Amazon)라는 프로그램을 시작하여 소규모 판매자를 위한 제품 및 서비스의 보관, 포장 및 유통을 처리할 수 있도록 했다.

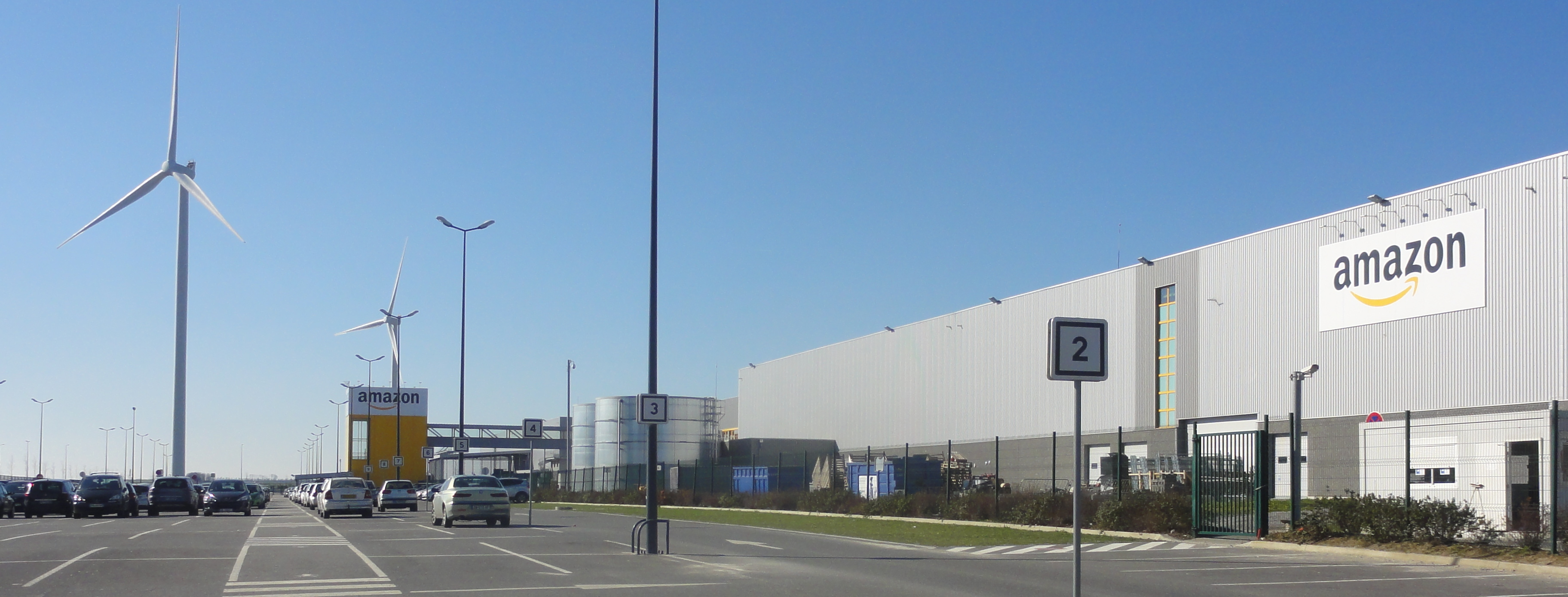
로윈플랑크에 있는 Amazon.fr 풀필먼트 센터, 프랑스
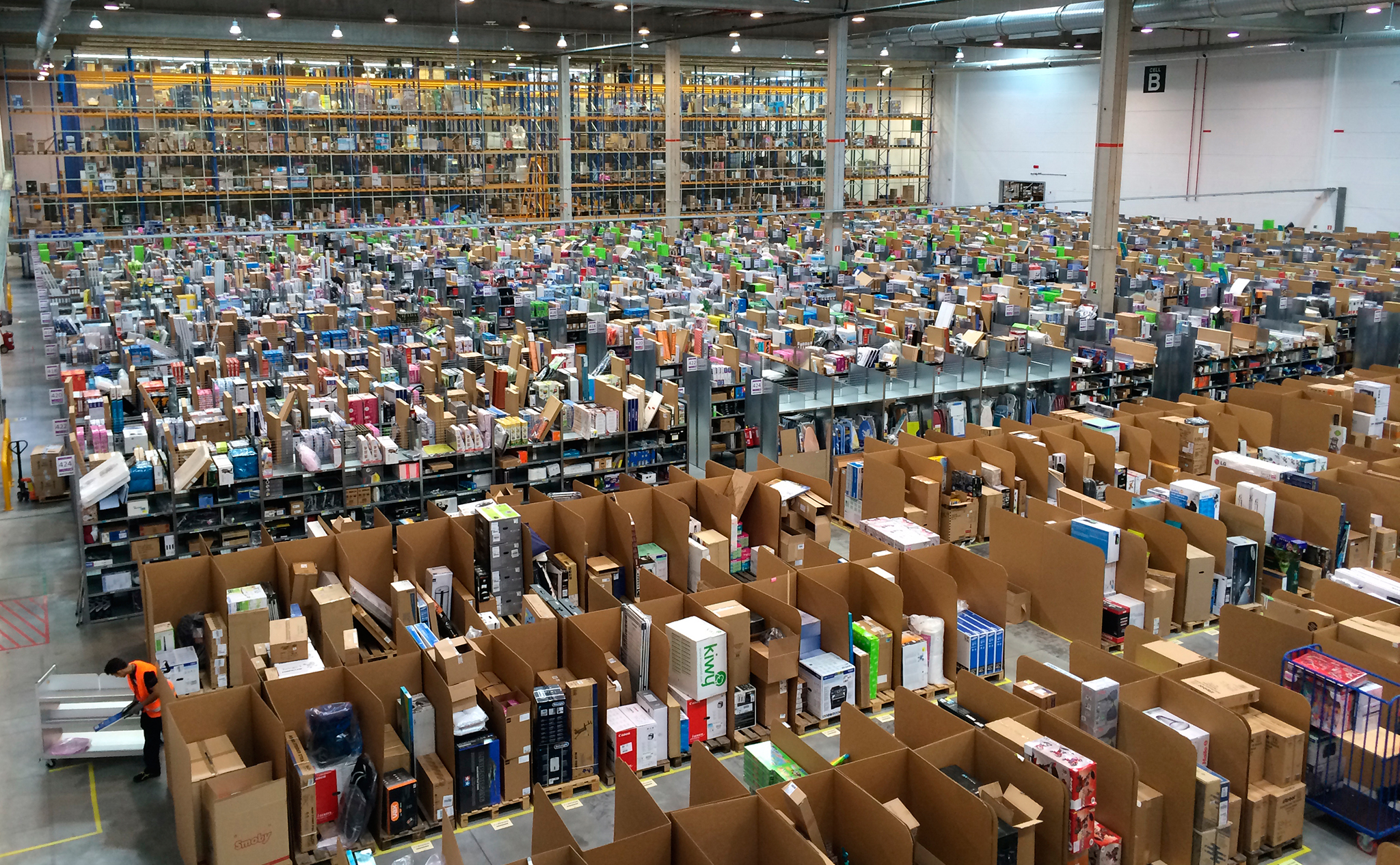
산페르난도데헤나레스에 있는 Amazon.es 풀필먼트 센터, 스페인
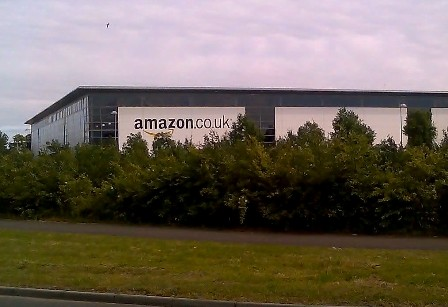
글렌로시스에 있는 Amazon.co.uk 풀필먼트 센터, 스코틀랜드, 영국
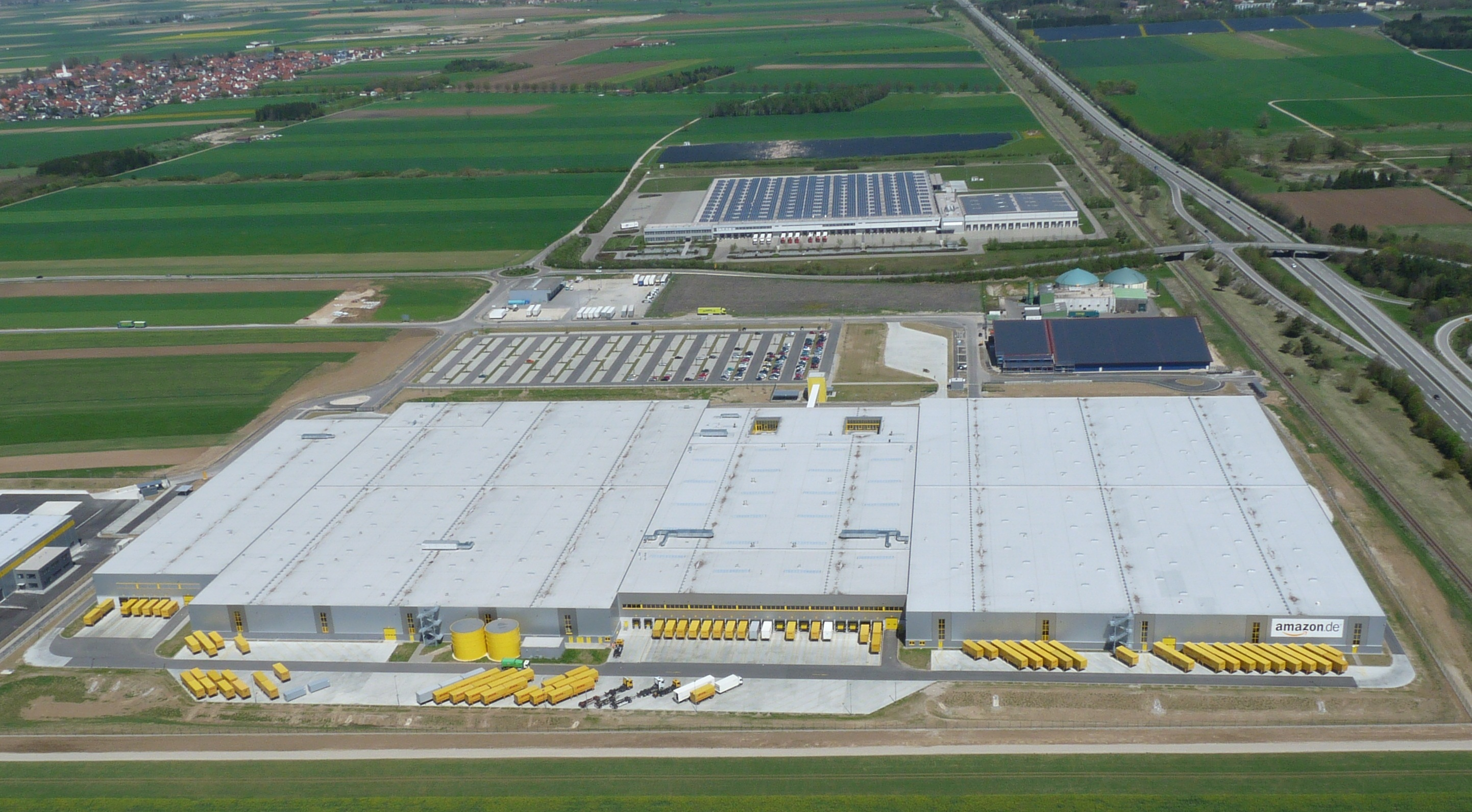
그라벤에 있는 Amazon.de 풀필먼트 센터, 독일
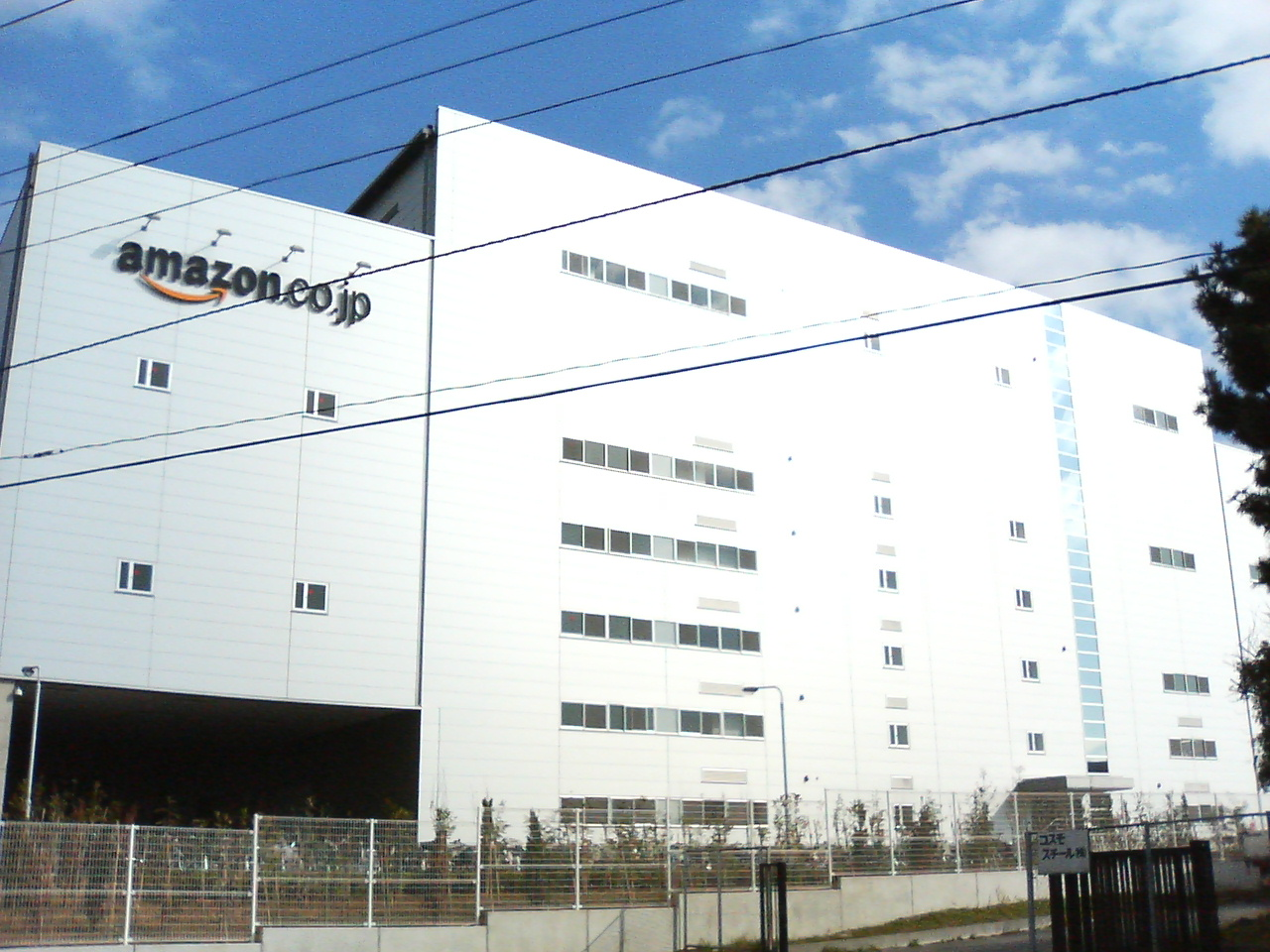
이치카와시에 있는 Amazon.co.jp 풀필먼트 센터, 일본
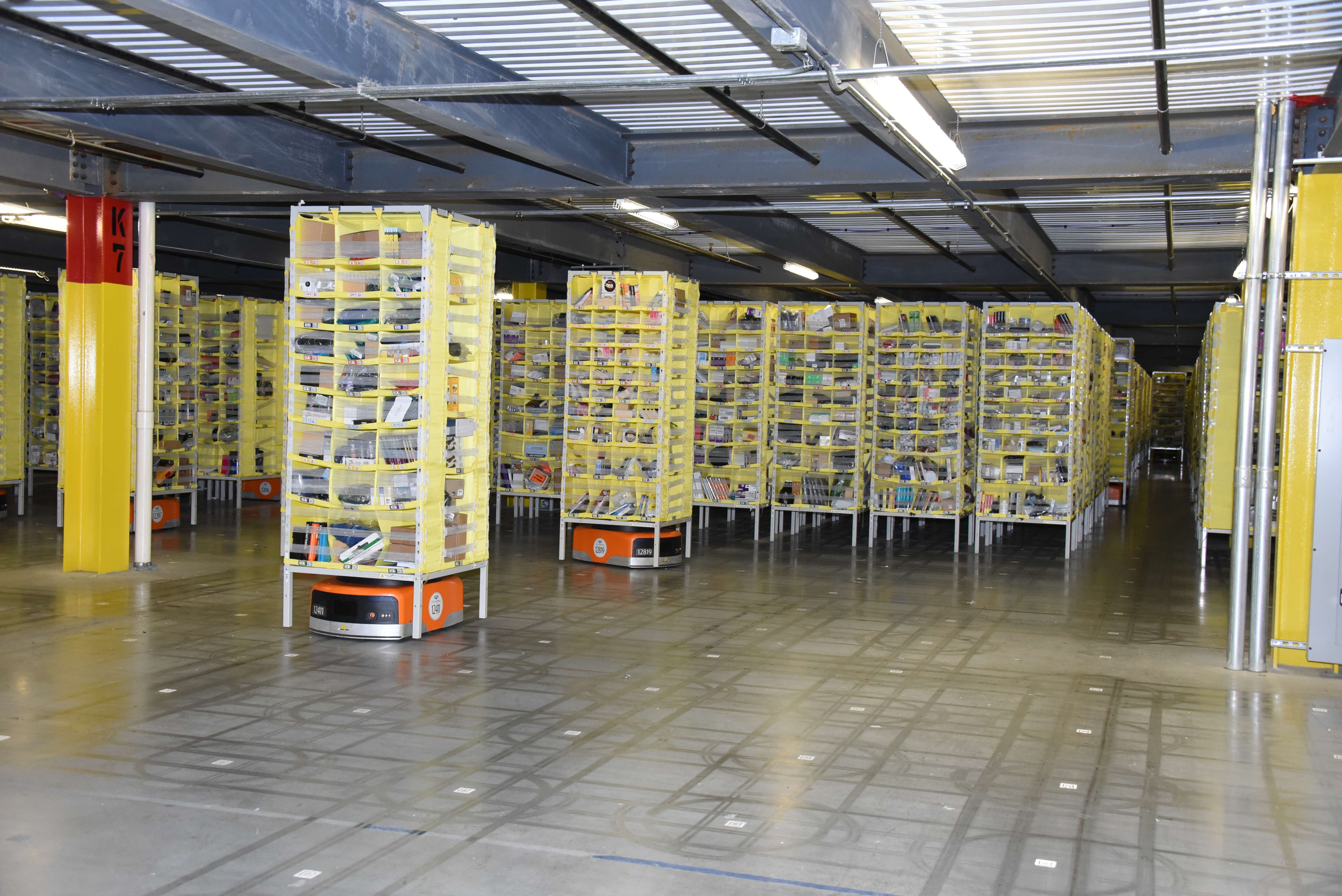
볼티모어에 있는 Amazon.co 풀필먼트 센터, 메릴랜드, 미국 (아마존 로보틱스 포함)

## 기업 업무

### 이사회

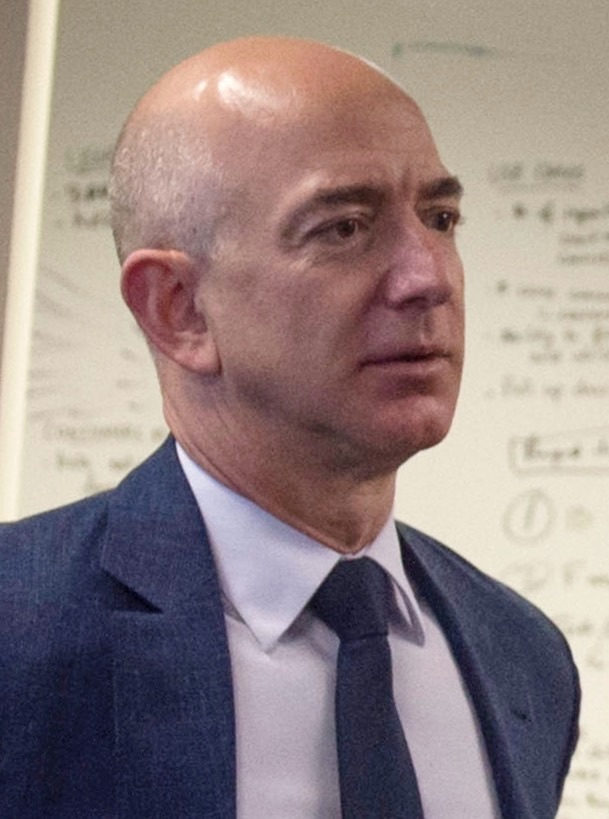
아마존 창업자 제프 베이조스 2016년

2022년 6월 기준, 아마존의 이사회 구성원은 다음과 같다.
- 제프 베이조스, 아마존닷컴 이사회 회장
- 앤디 재시, 아마존닷컴 사장 겸 최고경영자
- 키스 B. 알렉산더, 아이언넷 사이버시큐리티 CEO, 전 NSA 국장
- 에디스 W. 쿠퍼, 메들리 공동 창립자 및 전 골드만삭스 EVP
- 제이미 고어릭, 윌머 커틀러 피커링 헤일 & 도르 파트너
- 대니얼 허튼로처, MIT 슈워츠만 컴퓨팅 칼리지 학장
- 주디 맥그래스, 전 파라마운트 미디어 네트웍스 CEO
- 인드라 누이, 전 펩시코 CEO
- 존 루빈스타인, 전 팜 (기업) 회장 겸 CEO
- 패티 스톤시퍼, 마사스 테이블 사장 겸 CEO
- 웬델 윅스, 코닝 (기업) 회장, 사장 겸 CEO

### 소유권
2024년 초 아마존의 10대 주요 주주는 다음과 같다.
| 주주 이름                       | 비율  |
| ------------------------------- | ----- |
| 제프 베이조스                   | 9.1%  |
| 뱅가드 그룹                     | 7.5%  |
| 블랙록 (기업)                   | 4.6%  |
| 스테이트 스트리트 코퍼레이션    | 3.3%  |
| 피델리티 인베스트먼트           | 3.1%  |
| 맥켄지 스콧                     | 1.9%  |
| 티. 로우 프라이스               | 1.9%  |
| 지오드 캐피탈 매니지먼트        | 1.8%  |
| JP 모건 인베스트먼트 매니지먼트 | 1.5%  |
| 이튼 밴스                       | 1.5%  |
| 기타                            | 63.8% |

### 재정
| 사업                | 점유율 |
| ------------------- | ------ |
| 온라인 스토어       | 40.3%  |
| 제3자 판매자 서비스 | 24.4%  |
| 아마존 웹 서비스    | 15.8%  |
| 광고                | 8.2%   |
| 구독 서비스         | 7.0%   |
| 오프라인 매장       | 3.5%   |
| 기타                | 0.9%   |

아마존닷컴은 주로 소매 사이트이며 판매 수익 모델을 가지고 있다. 아마존은 웹사이트를 통해 판매되는 각 품목의 판매 가격에서 작은 비율을 가져가며, 회사들이 특집 제품으로 나열되기 위해 비용을 지불하여 제품을 광고할 수 있도록 한다. 2018년 기준, 아마존닷컴은 총 수익 기준으로 포춘 500 대기업 순위에서 8위를 차지했다. 2023년 포브스 글로벌 2000에서 아마존은 36위를 기록했다.
2021 회계연도에 아마존은 333억 6천만 미국 달러의 순이익을 보고했으며, 연간 매출은 4698억 2천만 미국 달러로 전 회계 주기 대비 21.7% 증가했다. 2007년 이후 지속적인 사업 확대로 매출은 148억 3천 5백만 달러에서 4698억 2천 2백만 달러로 증가했다.
2020년 2월 초, 2019년 4분기 실적 발표 이후 아마존의 시가총액은 다시 1조 미국 달러를 넘어섰다.
| 연도 | 매출액         | 순이익         | 총 자산        | 직원 수   |
| 연도 | 백만 미국 달러 | 백만 미국 달러 | 백만 미국 달러 | 직원 수   |
| ---- | -------------- | -------------- | -------------- | --------- |
| 1995 | 0.5            | −0.3           | 1.1            |           |
| 1996 | 16             | −6             | 8              |           |
| 1997 | 148            | −28            | 149            | 614       |
| 1998 | 610            | −124           | 648            | 2,100     |
| 1999 | 1,639          | −720           | 2,466          | 7,600     |
| 2000 | 2,761          | −1,411         | 2,135          | 9,000     |
| 2001 | 3,122          | −567           | 1,638          | 7,800     |
| 2002 | 3,932          | −149           | 1,990          | 7,500     |
| 2003 | 5,263          | 35             | 2,162          | 7,800     |
| 2004 | 6,921          | 588            | 3,248          | 9,000     |
| 2005 | 8,490          | 359            | 3,696          | 12,000    |
| 2006 | 10,711         | 190            | 4,363          | 13,900    |
| 2007 | 14,835         | 476            | 6,485          | 17,000    |
| 2008 | 19,166         | 645            | 8,314          | 20,700    |
| 2009 | 24,509         | 902            | 13,813         | 24,300    |
| 2010 | 34,204         | 1,152          | 18,797         | 33,700    |
| 2011 | 48,077         | 631            | 25,278         | 56,200    |
| 2012 | 61,093         | −39            | 32,555         | 88,400    |
| 2013 | 74,452         | 274            | 40,159         | 117,300   |
| 2014 | 88,988         | −241           | 54,505         | 154,100   |
|      | 십억 미국 달러 |                |                |           |
| 2015 | 107.0          | 0.59           | 64.7           | 230,800   |
| 2016 | 135.9          | 2.3            | 83.4           | 341,400   |
| 2017 | 177.8          | 3.0            | 131.3          | 566,000   |
| 2018 | 232.8          | 10.0           | 162.6          | 647,500   |
| 2019 | 280.5          | 11.5           | 225.2          | 798,000   |
| 2020 | 386.0          | 21.3           | 321.1          | 1,298,000 |
| 2021 | 469.8          | 33.3           | 420.5          | 1,608,000 |
| 2022 | 513.9          | −2.7           | 462.6          | 1,541,000 |
| 2023 | 574.7          | 30.4           | 527.8          | 1,525,000 |
| 2024 | 637.9          | 59.2           | 624.8          | 1,556,000 |

### 기업 문화
재임 기간 동안 제프 베이조스는 워렌 버핏의 편지처럼 유명해진 연례 주주 서한으로 명성을 얻었다. 이 연례 서한은 베이조스의 시각과 전략적 초점을 드러내며, 비밀스러운 회사에 대한 "귀중한 창"을 제공했다. 이 서한의 공통된 주제는 아마존의 모든 수준에서 고객 중심(그의 말로는 "고객 집착")을 심으려는 베이조스의 열망이었다. 특히 모든 고위 경영진이 아마존 콜센터에서 잠시 고객 지원 문의를 처리하도록 했다. 그는 또한 고객이 그의 공개 이메일 주소로 보낸 많은 이메일을 읽었다. 베이조스의 가장 잘 알려진 내부 메모 중 하나는 "모든 팀"이 "외부화 가능하도록 처음부터 설계된" 서비스 인터페이스를 통해 "데이터와 기능을 노출"해야 한다는 그의 명령이었다. 일반적으로 서비스 지향 아키텍처 (SOA)로 알려진 이 과정은 나중에 AWS의 일부로 상업화될 서비스의 의무적인 내부 사용으로 이어졌다.

### 로비
아마존은 온라인 판매에 대한 판매세 집행, 운송 안전, 프라이버시 및 데이터 보호, 지적 재산과 같은 여러 문제에 대해 미국 연방 정부 및 주 정부를 상대로 로비를 한다. 규제 서류에 따르면 아마존닷컴은 미국 의회, 연방 통신 위원회 및 연방준비제도에 주로 로비를 한다. 아마존닷컴은 2013년에 약 350만 달러, 2014년에 500만 달러, 2015년에 950만 달러를 로비에 지출했다. 2019년에는 1,680만 달러를 지출했으며, 104명의 로비스트 팀을 보유했다.
아마존닷컴은 미국 입법 교환 협의회 (ALEC)의 법인 회원이었으나, 2012년 5월 24일 주주 총회에서 시위가 발생한 후 회원 자격을 포기했다.
2014년, 아마존은 드론 배송 프로그램 승인을 위해 연방항공국에 로비하기 위해 로비 활동을 확장했으며, 6월에 에이킨 검프 스트라우스 호이어 & 펠드 로비 회사를 고용했다. 아마존과 로비스트들은 워싱턴 D.C.의 연방항공국 관리들과 항공 위원회를 방문하여 패키지 배송 계획을 설명했다. 2020년 9월, FAA의 핵심 인증을 획득하면서 이 계획은 한 걸음 더 나아갔다.
제2차 트럼프 행정부 기간 동안 아마존은 트럼프 대통령 재임 기간 동안 여러 행사와 측면에 여러 차례 기부했다. 다른 주요 기업들과 함께 아마존은 트럼프의 취임 자금으로 100만 달러를 기부했다. 2025년 4월, 아마존은 화이트 하우스 부활절 달걀 굴리기 행사의 기업 후원사가 되었는데, 이는 도널드 트럼프가 이 행사에 기업 후원사를 처음으로 모집한 이후였다.

## 비판

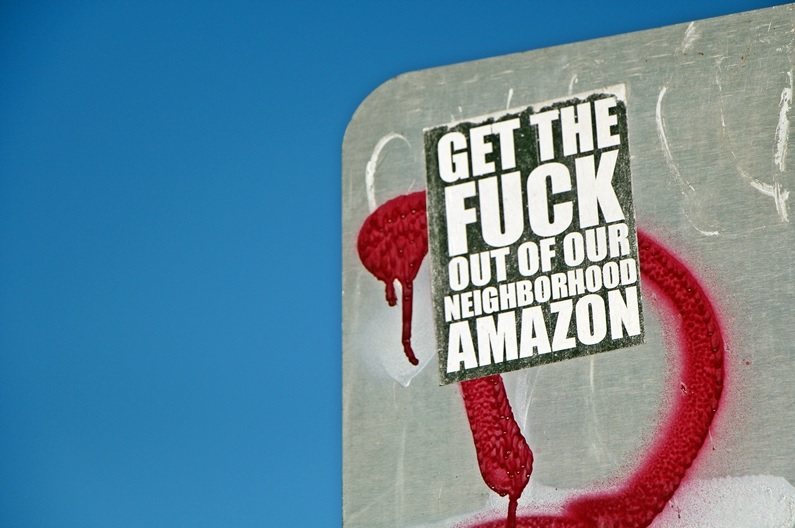
시애틀의 도로 표지판 뒷면에 아마존 반대 메시지가 담긴 스티커가 붙어 있다.

아마존은 다음과 같은 행동으로 비판을 받아왔다. 법 집행 기관에 얼굴 인식 감시 도구를 공급하는 것, CIA와 클라우드 컴퓨팅 파트너십을 맺는 것, 고객을 서점에서 멀어지게 하는 것, 환경에 부정적인 영향을 미치는 것, 직원들의 창고 조건에 낮은 우선순위를 두는 것, 노조 결성 노력을 적극적으로 반대하는 것, 아마존 킨들 사용자가 구매한 콘텐츠를 원격으로 삭제하는 것, 공공 보조금을 받는 것, 1-클릭 기술 특허를 추구하는 것, 반경쟁적 행위 및 가격 차별에 참여하는 것, 성소수자 도서를 성인 콘텐츠로 재분류하는 것 등이 있다. 비판은 또한 위키리크스 웹사이트, 명예훼손이 포함된 작품, 반성소수자 상품, 투견, 닭싸움, 소아성애자 활동을 조장하는 자료 등 콘텐츠를 검열할지 또는 게시할지에 대한 다양한 결정에도 관련되었다. 소셜 미디어 웹사이트 Parler의 아마존 웹 서비스에 의한 서비스 종료 직후 타임에 실린 기사는 아마존과 같은 회사들이 현재 인터넷에 대해 얼마나 큰 힘을 가지고 있는지를 강조한다. 2011년 12월, 아마존은 새로운 Price Check 앱을 홍보하기 위해 하루 동안 특별 할인을 제공하여 중소기업으로부터 반발을 샀다. 오프라인 매장에서 앱을 사용하여 가격을 확인한 쇼핑객에게는 동일한 품목을 아마존에서 구매할 경우 5% 할인을 제공했다. 그루폰, 이베이 및 Taap과 같은 회사들은 아마존의 프로모션에 맞서 자사 제품에 10달러 할인을 제공했다.
회사는 또한 이윤을 유지하고 확장하기 위해 공급업체에 부당한 압력을 가한다는 비난을 받아왔다. 가장 취약한 도서 출판사를 압박하기 위한 노력 중 하나는 회사 내에서 가젤 프로젝트로 알려졌는데, 브래드 스톤에 따르면 베이조스가 "아마존이 병약한 가젤을 쫓는 치타처럼 이 소규모 출판사들에게 접근해야 한다"고 제안했기 때문이다. 2014년 7월, 연방거래위원회는 아마존을 상대로 부모의 동의 없이 인앱 구매를 어린이에게 홍보했다고 주장하며 소송을 제기했다. 2019년, 아마존은 미네소타주 보건 및 환경 운동가들의 반발에 따라 미백 제품 판매를 금지했다. 2022년, 주 검찰총장 레티티아 제임스가 제기한 소송은 뉴욕주 항소법원에서 기각되었다. 코로나19 범유행 이후, 아마존은 조 바이든 행정부의 압력으로 코로나19 백신에 비판적인 서적의 "가시성을 줄이는" 데 협조했다는 비난을 받았다. 이는 짐 조던 하원의원(미국 하원 사법위원회 대리)이 회사와 바이든 행정부 간의 이메일을 소환한 후 밝혀졌다.

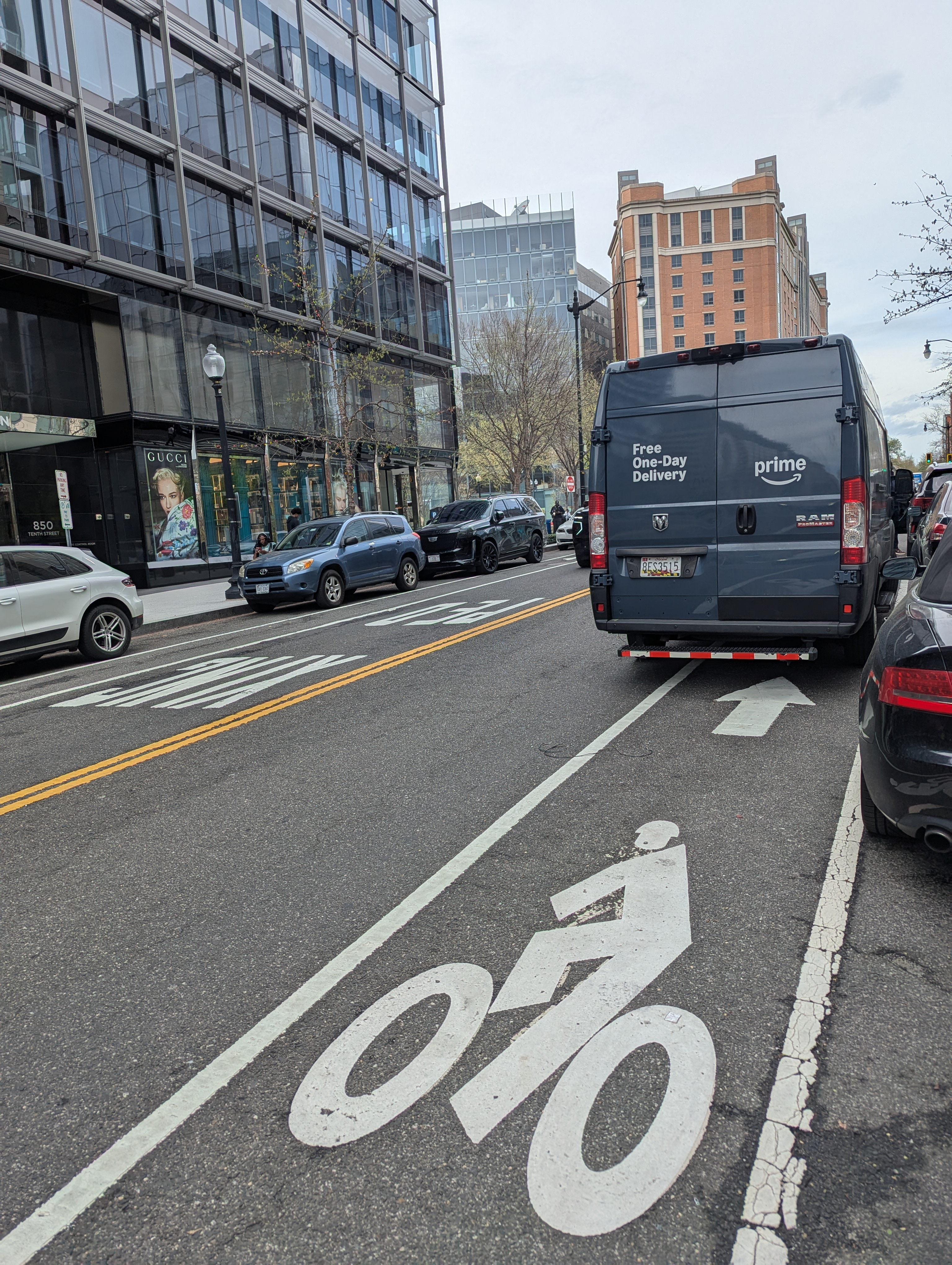
워싱턴 D.C.에서 자전거 도로를 막고 있는 아마존 프라임 트럭

아마존 프라임은 차량이 체계적으로 이중 주차, 자전거 도로 차단, 기타 교통 법규 위반을 저지르면서 소포를 배송하여 교통 체증을 유발하고 다른 도로 사용자에게 위험을 초래한다는 비판을 받아왔다.
제인 프리드먼은 아마존과 굿리즈에서 자신의 이름을 사칭한 6권의 위조 도서 목록을 발견했다. 아마존과 굿리즈는 저자의 불만이 소셜 미디어와 "차라리 내 책이 해적판이 되는 게 낫다 (또는: 굿리즈와 아마존이 쓰레기장이 되는 이유)"라는 제목의 블로그 게시물로 확산될 때까지 위조 도서 삭제를 거부했다.
2024년, 링(아마존 소유의 가정 보안 회사)이 영장 없이 법 집행 기관에 영상을 제공한다는 비판을 수년 동안 받아온 후, Ring은 이 관행을 중단했다. 이 변화에 대해 전자 프런티어 재단과 같은 프라이버시 중심 단체들은 조심스러운 칭찬을 보냈다.
2025년 2월, 스카이는 아마존이 "탈옥된" Fire Stick을 통한 스포츠 중계권 불법 복제를 막기 위해 충분한 노력을 기울이지 않는다고 비난했다.
Project Nimbus는 아마존과 구글이 이스라엘과 그 군대에 인공지능, 기계 학습 및 기타 클라우드 컴퓨팅 서비스를 제공하는 계약이다. 이 프로젝트가 팔레스타인인의 인권 침해에 이어질 수 있다는 우려로 주주들과 직원들로부터 비판을 받아왔다.

## 같이 보기
- 아마존 웹 서비스